# 陈巍
陈巍（英語：Nathan Wei Chen，1999年5月5日—），美国华裔花样滑冰男子单人滑运动员。
2022年北京冬奥会金牌得主，三届世界冠军（蝉联2018、2019年和2021年世锦赛），三届大奖赛总决赛冠军（蝉联2017至2019年・现任），2017年度四大洲锦标赛冠军，六届美国冠军（2017–2022年连续・现任）。2022年北京冬奥会团体赛金牌、2018平昌冬奥团体赛铜牌。陈巍是目前短节目、自由滑及总分的所有世界纪录保持者。他是继普鲁申科之后最年轻的世界冠军。2019年继亚古丁之后，在20岁前卫冕世界冠军，为21世纪以来第一人。2022时代百大人物。
被誉为 “四周跳之王” 的陈巍是第一位，也是目前唯一在国际花滑联盟公认的正式国际比赛上成功完成五种四周跳（勾手跳4Lz，后内点冰跳4F，后外跳4Lo，后内跳4S，后外点冰跳4T）的选手。他也是第一位，多次在国际花滑联盟正式比赛上，于长节目完成五个四周跳的选手，被中国冰迷称为“五四青年”。2018年在平昌创下奥运纪录，成为首位在单一节目中挑战六个高难度四周跳的选手，改写史上最高技术分记录。第一位在一场比赛成功完成7个干净无扣分的四周跳（短节目2个，自由滑5个）的运动员（2019大奖总决赛、2022冬奥）。
以跳跃能力闻名的陈巍，艺术表现也颇获专家好评。本田武史评论 “拍摄他的静止画面都是漂亮的姿势，代表移动之中也很优美，技术和表现力都非常出色，每个姿势都有意义。更优秀的是跳跃和滑行。能够跳出多种高质量的四周跳是他的特色之一，并且稳定性出众。也由于他长年接受芭蕾训练，从指尖到脚尖都很仔细的姿态美感也是绝佳的。”陈巍跳跃稳定性优越，日本电视台统计他在2022年北京奥运会第一周的练习，110个四周跳之中104个成功，成功率超过94%。
陈巍于北京冬奥后将返回耶鲁大学继续学业。

## 个人简介
陈巍出生于美国犹他州盐湖城，  父亲陈志东（Zhidong Chen）出身广西来宾和鳳山，于1988年留学美国，是一名医学博士。母亲王禾（Hetty Wang）出身北京，在医院担任翻译。 陈巍是家庭中最小的孩子，他有两个哥哥，分别从事金融與太空方面的工作，大姐在苹果公司上班，二姐简妮丝陈则是一家生物创业公司的联合创始人。他们是西洋棋之家，总试着将下棋所获得的经验应用到生活当中，处事冷静沉着，遇僵局则设法突出重围。
在2013年8月以高二学生身份就读在线高中连接学院（Connections Academy）前，他分别在犹他州盐湖城的西部高中和加利福尼亚州箭头湖的世界边缘高中就读。 为奥运停学一年的他，以美国高考SAT数学满分800分的成绩申请大学，于2018年秋天正式入读美国常青藤名校耶鲁大学。陈巍在耶鲁大学主修统计学，计划辅修生物工程或者医学预科。耶大提供学校曲棍球队的冰场Ingalls Rink供他使用，远离加州训练基地的他，透过视讯与教练拉斐尔·阿鲁秋尼杨联系，平常一个人训练。他尝试兼顾滑冰和学业，开始身兼全时学生和世界级运动员的双重身份生活。每天日程表包括早上九点开始上课，下午自己训练，晚上再回学校学习。他认为过着不以滑冰为全部的生活，让眼界变宽。利用假期参加比赛，比赛间歇写作业已成为家常便饭。

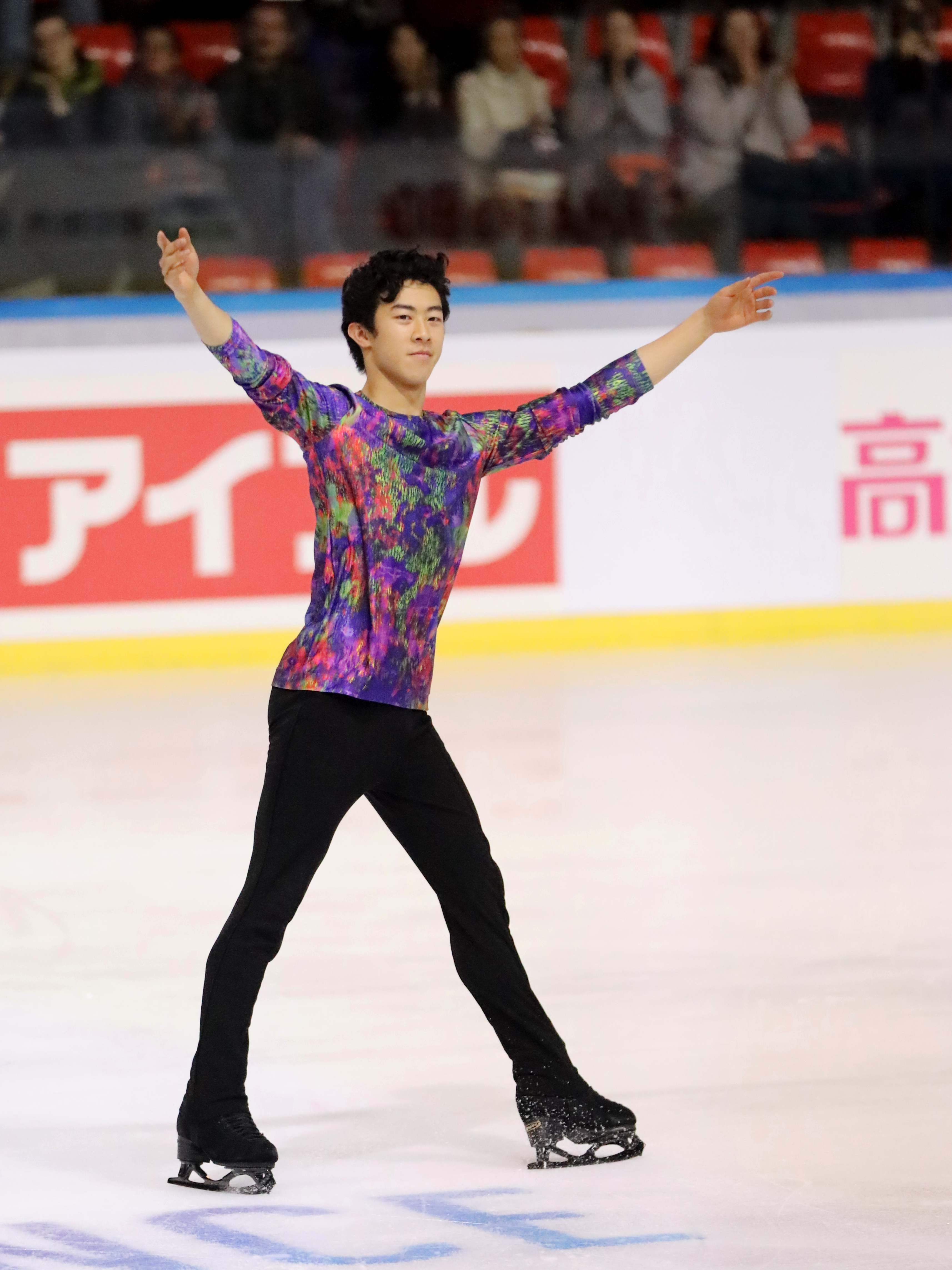
陈巍于2019年大奖赛法国站。被戏称为“巴士座椅”的花T恤出自母亲之手。

陈巍与花滑的缘分始于2002年的盐湖城冬奥会，他的姐姐参加了开幕式节目《光之子》的演出。由于盐湖城建了许多冰场，冰上活动相当受欢迎。三岁的陈巍原希望追随哥哥打冰球，当守门员，但因年纪太小，便穿上姐姐的冰鞋先练花滑，从而展开花样滑冰生涯。
作为花滑的延伸训练，陈巍七岁起在西部芭蕾学院接受六年正规芭蕾课程，每周六堂课，八岁能做芭蕾空转两圈，早早展露天分，他曾参加西部芭蕾舞团《天鹅湖》、《睡美人》、《胡桃夹子》等芭蕾舞剧演出。 参加区域及全国的高级体操赛事七年达九级。他还加入冰球队，师事世界级钢琴家，并赢得过犹他州古典钢琴比赛冠军。这些训练使他具备流畅的舞蹈表现能力，音乐敏锐度，体操控制身体的能力，冰球的强悍，紧凑的行程课表也培养出有效运用时间的纪律。
由于花滑训练花费昂贵，家境小康的陈巍仍曾陷买不起冰鞋，比赛付不起教练交通食宿费用的窘境。他学习花滑的历程仰赖许多人士协助，支付冰鞋和训练的费用，其中迈克尔·韦斯基金会曾于十年内赞助陈巍奖学金约七万五千美元，他的教练也曾提供财务支援。
陈巍在奥运夺金后受访，每每感谢并强调母亲是幕后功臣，说她身兼数分差，是他见过最努力工作的人。他提到小时候为了接受训练，母亲不辞路途遥远，开车载他来回于盐湖城和南加州之间，由于家境不够宽裕，必须凑錢支付教练，并睡在车里。教练知道他的状况后，只收他们能负担的钱，继续指导他。教练有时会试着把钱还给他，但陈巍总是试着把钱塞在教练的口袋里。
陈巍自小以来，比赛服装多由母亲制作，在美国队代表简介中，媽媽的名字多次出現為服装设计。 2019-2020赛季自由滑《火箭人》服装被戏称为“巴士花椅套”，也出自母亲之手。
曾经也是花滑女单选手的知名时尚设计师王薇薇自2018年奥运赛季起，担任他的服装设计。风格低调优雅的陈巍不喜亮片，或服装过度装饰，追求舒适的服装风格屡屡引发讨论，2020-2021赛季自由滑重复使用编舞家席琳·鮑爾恩的旧服装，也成为话题。王薇薇受访表示，陈巍深入参与整个设计过程，例如对香颂《波西米亚人》的服装，要求样子像西装，但穿起来感觉像耐克T恤。由于陈巍在冰上突破极限，所以服装设计也应如此，王薇薇为他的自由滑节目艾尔顿·约翰《火箭人》采用过萤光黄色，也研究过太空探索和火箭发射设计银河印花，其中一款如冰上爆发的火焰，2022北京冬奥会的那一款则随陈巍在冰上滑行，产生乾坤旋转宇宙浩瀚的视觉效果。CNN时尚评论“有時少即是多（中略），長袖 T 恤上的圖案像星球爆发，震撼世界。”
陈巍曾在中学修过中文课，在家母亲也与他说中文。从小到大经常和他一起出征比赛的陈楷雯曾受访指出，美国队的华裔单人选手或多或少都会一些普通话，但这方面，她有自信强过陈巍。

## 花滑生涯

### 早年经历
陈巍从三岁起就开始学习花样滑冰，并在一年后（2003年）首度参加花滑赛事。从2007年到2009年，他获得了参加美国少年花样滑冰锦标赛少年组和中级组的资格。在2007年和2008年的全美花滑青少年锦标赛中，陈巍分别拿下了少年组第十名和第三名的成绩；而在2009年，他拿下了中级组的银牌。
在2009-10赛季里，陈巍晋级到新手组。在2010年于华盛顿州斯波坎縣举办的美国花样滑冰锦标赛上，陈巍拿下了新手组冠军，并以10岁的年纪成为美国花样滑冰锦标赛史上最年轻的新手组冠军。 由于陈巍的年纪偏小，使得他在2010-11赛季里依旧被划归在新手组，从而他蝉联了2011年于北卡罗来纳州格林斯伯勒举办的美国花样滑冰锦标赛新手组冠军。
在2011-12赛季里，陈巍在全国级别赛事中晋升到少年组级别。此时他师从耶夫根·车尔尼索娃，并前往加利福尼亚州的箭头湖与跳跃专家拉斐尔·阿鲁秋尼杨合作。 2011年12月中旬，拉斐尔·阿鲁秋尼杨成为了陈巍的主教练。 陈巍在2012年1月24日于加利福尼亚州圣何塞举行的美国花样滑冰锦标赛上摘下少年组冠军。 作为陈巍的第一次国际亮相，他摘取了2012年在意大利塞尔瓦-迪瓦尔加尔代纳举办的加迪纳杯春季赛的新手组冠军。

### 2012-2013赛季
在2012-13赛季里，陈巍依旧在全国范围内保持着少年组的参赛水平。并且他在这个赛季达到了国际滑冰联盟青少年花样滑冰大奖赛（JGP）系列赛的参赛门槛年龄（13周岁）。 陈巍的第一个JGP系列赛便是2012年9月12日到16日在奥地利林茨举办的奥地利国际青少年大奖赛。 他以迄今JGP赛事最高分（222.00分）获得了金牌。 2012年10月初，由于陈巍在克罗地亚青少年大奖赛短节目中小腿受伤而退赛，进而导致他无缘本赛季国际滑冰联盟青少年花样滑冰大奖赛总决赛。 2013年1月22日，陈巍在内布拉斯加州奥马哈举行的美国花样滑冰锦标赛上，拿下少年组铜牌。

### 2013-2014赛季
陈巍赢得国际滑冰联盟青少年花样滑冰大奖赛墨西哥站和白俄罗斯站金牌，进入日本福冈举办的总决赛，获得铜牌。1月9日他以213.76分创下美国青少年男子纪录，第二度获得美国锦标赛青少年组冠军。2014年3月于保加利亚举办的青少年世锦赛中赢得铜牌。

### 2014－2015赛季

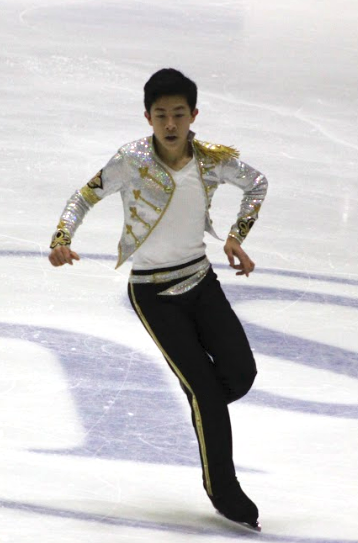
陈巍2014-2015赛季“迈克.杰克逊组曲”

在2014-2015赛季中，陈巍开始挑战国内的青年组赛事。在2014年11月举行的太平洋地区锦标赛上，他在自由滑中完成了一次毫无瑕疵的后外点冰四周跳接后外点冰两周跳（4T+2T）， 赢得了该项赛事的冠军，并成功晋级在北卡罗来纳州格林斯博罗举办的2015年美国花样滑冰锦标赛。

### 2015-2016赛季
2015–16国际滑冰联盟青少年花样滑冰大奖系列赛事中，陈巍首度于国际大赛中完成四周跳，斩获大奖赛美国站和西班牙站两项金牌，2015年12月于巴塞隆纳总决赛获得冠军。
2016年1月，陈巍于美国锦标赛成为史上第一位在短节目完成两个四周跳，长节目完成四个四周跳的美国选手，获得铜牌，却在随后表演项目的跳跃动作中伤及左髋，于1月27日进行手术治疗，因而错过其后的世界锦标赛等赛事。
陈巍在加州的美国奥运训练中心进行为期一个月的复健，到了五月赴科罗拉多斯普林斯的美国奥运训练中心进行非冰上训练，于七月恢复完整冰上训练。

### 2016-2017赛季
迎接第一个国际成人组赛季，赴密西根坎顿市委托玛丽娜·祖耶娃编舞，为提升节目内容分PCS，留训接受玛丽娜·祖耶娃和Oleg Epstein指导。为准备第一个成人组国际赛季，他在髋骨受伤六个月后，开始练习勾手四周跳（4Lz）和后内点冰四周跳（4F）。

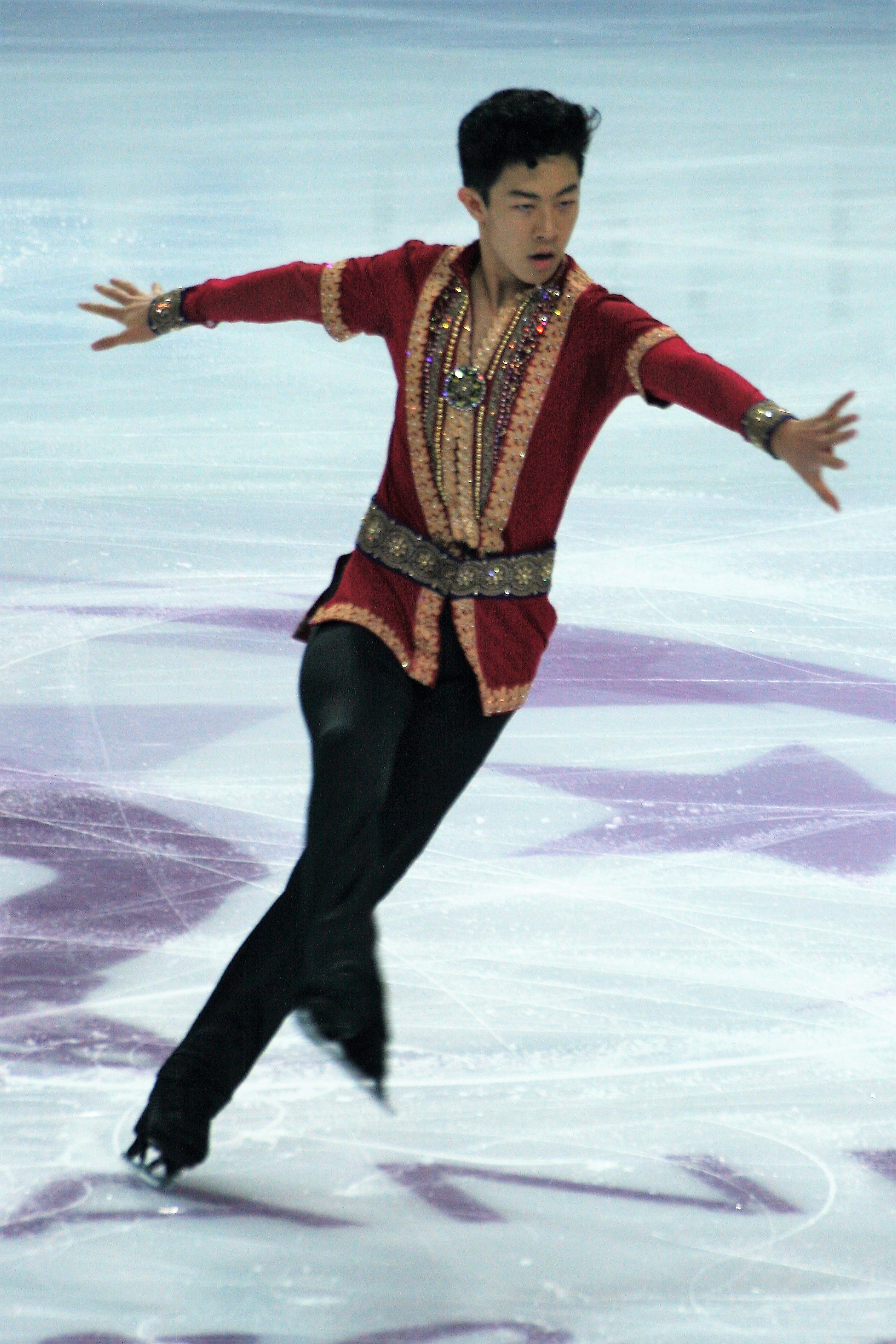
陈巍于 2017年大奖赛总决赛

具备四种四周跳－后外点冰跳（4T），后内跳（4S），后内点冰跳（4F），勾手跳（4Lz）－陈巍于2016年芬兰杯取得本赛季首面金牌。其后的大奖赛事中，陈巍在2016年法国站的短节目和长节目，都成功完成组合跳跃勾手四周跳接外点冰三周跳（4Lz+3T），以及后内点冰四周跳。大奖赛法国站取得第四名成绩后，陈巍回归加州拉斐尔·阿鲁秋尼杨的训练团队。
获2016年NHK杯银牌后，首度晋级成人组大奖赛总决赛。在法国马赛举办的总决赛中，他于长节目完成四个四周跳，最终取得银牌，是继普鲁申科（1999年16岁之龄）之后，于大奖赛总决赛得奖的最年轻的选手（17岁）。
2017年美国锦标赛中，陈巍在短节目完成两个四周跳（4Lz+3T，4F），长节目完成五个四周跳（4Lz+3T，4F，4T+2T+2Lo，4T，4S），以美国滑冰史上最高成绩（短节目106.39，长节目 212.08分，总分318.47）及最高分差（55.44）赢得金牌。
二月赢得四大洲锦标赛金牌，成为国际滑冰联盟史上第三位短节目超过100分的选手，并取得国际赛事上总分超过300分的佳绩。
四月世界锦标赛于赫尔辛基举办，他虽然总共挑战了八个四周跳（短节目两个，长节目六个），由于冰鞋耗损导致失误，最终获得第六名，仍与获第七名的队友杰森·布朗，联手为美国取得三个奥运参赛名额。陈巍的第一个成人组赛季，年度世界排名第三。

### 2017－2018赛季（奥运赛季）

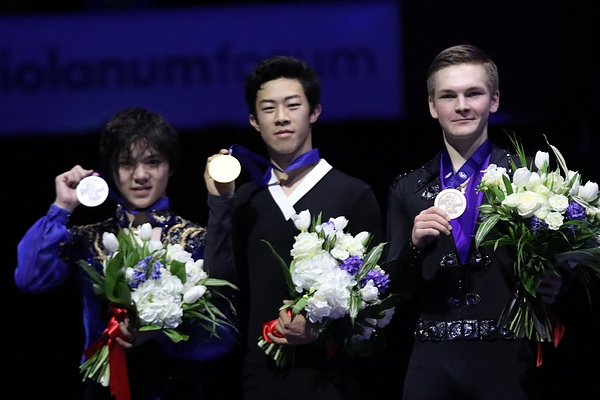
陈巍（中）获2018年世锦赛金牌

九月于美国秋季國際經典賽拿下本赛季第一面金牌，发表知名编舞师席琳·鮑爾恩的短节目〈报应〉，及洛丽·尼科尔的长节目〈末代舞者〉。他在长节目中完成后外四周跳（4L），成为首位在比赛中完成五种四周跳的选手（4T，4S，4Lo，4F，4Lz）。
十月于大奖赛俄罗斯站，获得生涯第一个大奖赛金牌。接着于美国站连获第二个金牌。他是本赛季唯一以不败纪录，最高积分晋级大奖总决赛男单选手。十二月在名古屋，获大奖赛总决赛冠军。
曾是花滑选手的知名服装设计师王薇薇为陈巍设计比赛服装。在加州圣荷西举办的2018美国锦标赛中，陈巍成功完成七个四周跳（短节目两个，自由滑五个），以领先40分以上的优势卫冕全美冠军。
本赛季全战全胜的陈巍被视为平昌冬奥夺金的热门人选，挟带可口可乐，普利司通，联合航空，耐克，家乐氏等大厂商赞助的光环，背负着国家期望，却因压力过大导致奥运失利。首先举办的团体赛中，陈巍虽于男子短节目项目表现失常，美国队仍获得铜牌。然而男单赛事短节目的跳跃再度出现严重失误，排名落后至第17。失无所失的陈巍在长节目大胆挑战六次四周跳，以长节目排名第一的215.08高分（领先第二的金牌得主近9分），逆势上升至第5名。陈巍首次参赛奥运虽错失个人项目奖牌，却在本届奥运缔造划时代意义的长节目表演，创下最高技术分127.64分的历史记录，单一节目六次四周跳的创举坐实“四周跳之王”的头衔。
一个月后，在米兰举办的世锦赛中，陈巍记取经验挥别奥运梦魇，短节目正常发挥占得领先。长节目原本預定五個四周跳，然而在其他選手相继严重失误后，他未選擇降低難度的保守策略，反而提高難度，完成六次四周跳，加上步法旋转全获最高定级4，创下长节目219.46分（历代第二），总分321.40（历代第二）。陈巍以总分领先47.63分的史上最高分差，获得压倒性胜利，是2009年以来美国男子首度夺得世界冠军，也是继2001年普鲁申科夺金（时年18岁4个月）之后最年轻的世界冠军（18岁10个月）。除奥运外，本赛季全战全胜，年度世界排名第一。

### 2018－2019赛季

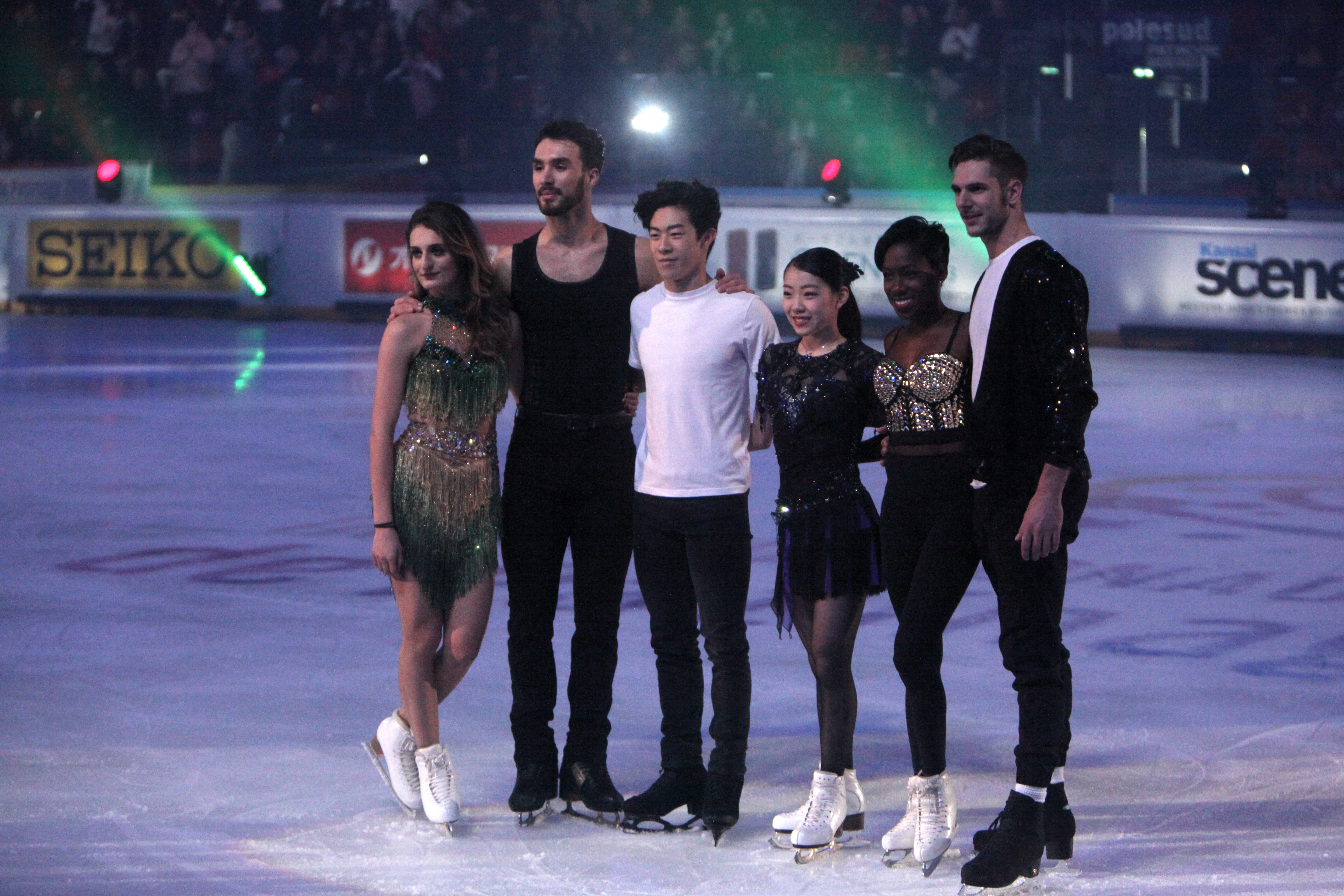
2018年大奖赛法国站冠军合影

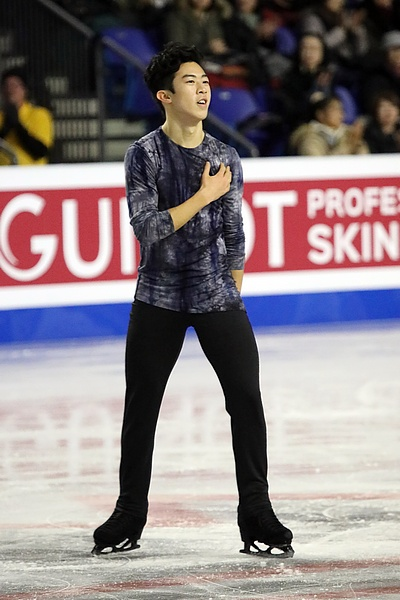
陈巍2018年大奖赛总决赛

2018年秋进耶鲁大学，陈巍面临如何在学业与滑冰之间进行权衡。入住校舍的他，独自在学校曲棍球队冰场及校外一所冰场训练，并通过视频与远距离的教练解决技术上的问题。
大一新生陈巍趁着秋假参加大奖赛美国站，以总分280.57分，分差41.06分的优势取得胜利。这是大奖赛美国站自现行评分制度实施16年来，所有项目的最大分差。自由滑189.99分以及总分，为平昌奥运后新规则实施以来，当时的的最高纪录。接连赢得大奖赛法国站冠军，为近十年来首位在大奖赛取得五连胜的男单选手，本赛季双胜的成绩获得总决赛参赛资格。12月于加拿大温哥华举办的大奖总决赛蝉联冠军，为1995年大奖总决赛举办以来，继普鲁申科，陈伟群，羽生结弦之后，第四位连霸的男单选手。也是继塔拉·利平斯基之后第二位在大奖总决赛连胜的美国单人花滑运动员。陈巍此赛自由滑技术分101.79改写本赛季新规则施行后新纪录。
这一年美国锦标赛在底特律举行，配置两个四周跳的短节目113.42分，四个四周跳的自由滑228.80分，总分342.22为花滑史上最高分數，雖不列為国际花滑联盟正式紀錄，零失误的惊天表现，为他连续赢得第三个美国冠军头衔，以绝对强势再度问鼎世锦赛王座。
陈巍利用学校春假出征于日本埼玉举行的世锦赛，他与日本名将羽生结弦的对决堪称经典。这是自平昌冬奥会之后，两人在世界顶级赛场的首次交锋，陈巍继美锦赛后再度上演两套零失误的节目。滴水不漏的短节目107.40分，以领先近13分的优势位列第一。自由滑比赛中，在两届冬奥会冠军羽生结弦完美发挥、自由滑和总成绩打破世界纪录的情况下，陈巍展示强大心理素质和超强实力，行云流水般完美的表演，滑出令人叹为观止的216.02分，总分323.42，一举打破羽生刚创造的自由滑和总成绩世界纪录，毫无悬念地成功卫冕。成为继亚古丁之后，在十多岁之龄卫冕的世界冠军，为21世纪以来第一人。也是继斯科特·汉密尔顿之后，第一个卫冕世界冠军的美国男单选手。这场陈巍与羽生结弦的经典之战，双双突破了110分技术分与300分总分，为双雄竞争的局面立下里程碑。陈巍近两个赛季12战11胜的傲人战绩，让他蝉联年度世界排名第一，世界总排名（三年合计）第一。
四月代表美国参加世界团体锦标赛，个人成绩排名第一，团体成绩第一。

### 2019－2020赛季

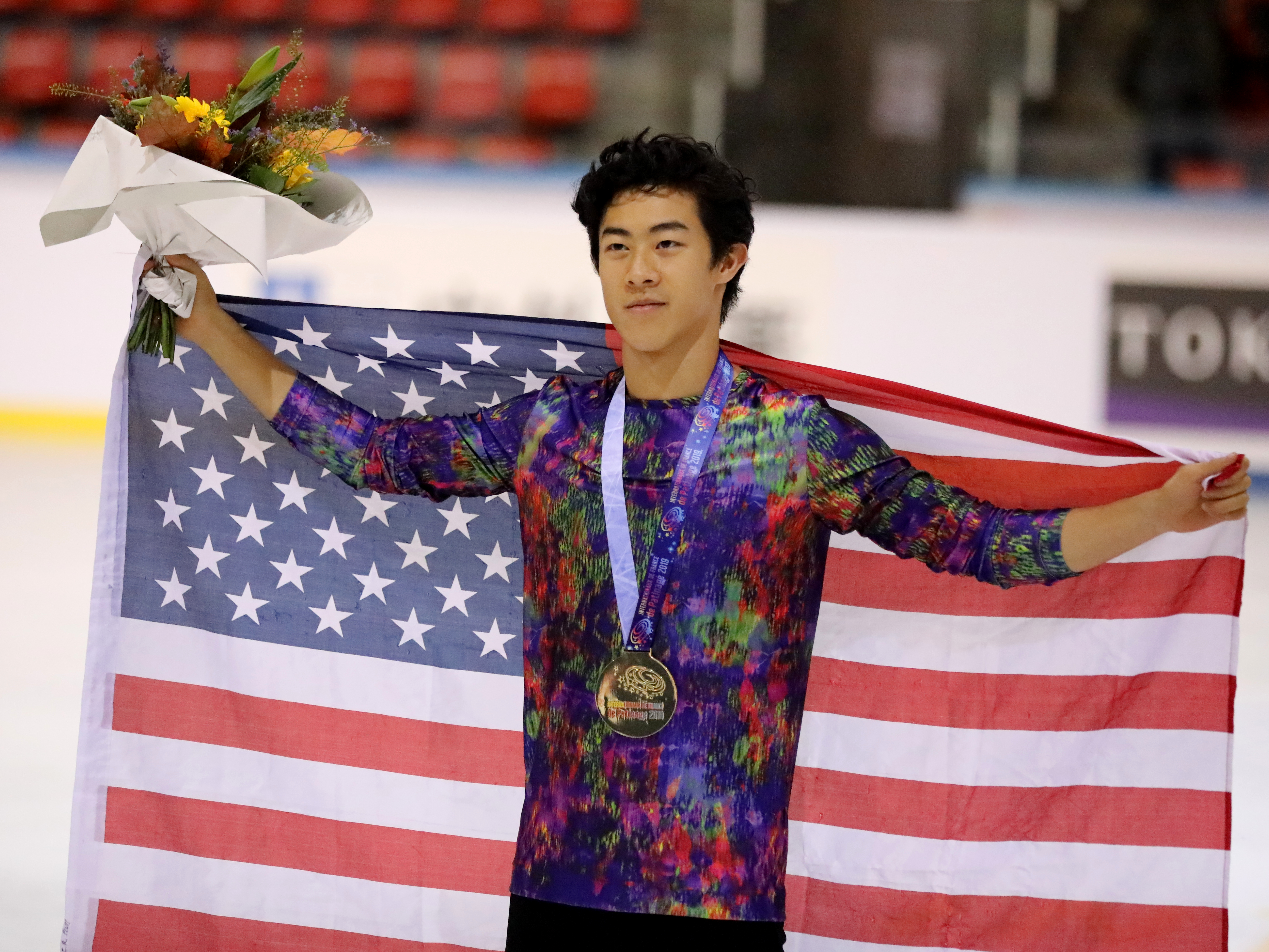
陈巍获2019年大奖赛法国站金牌

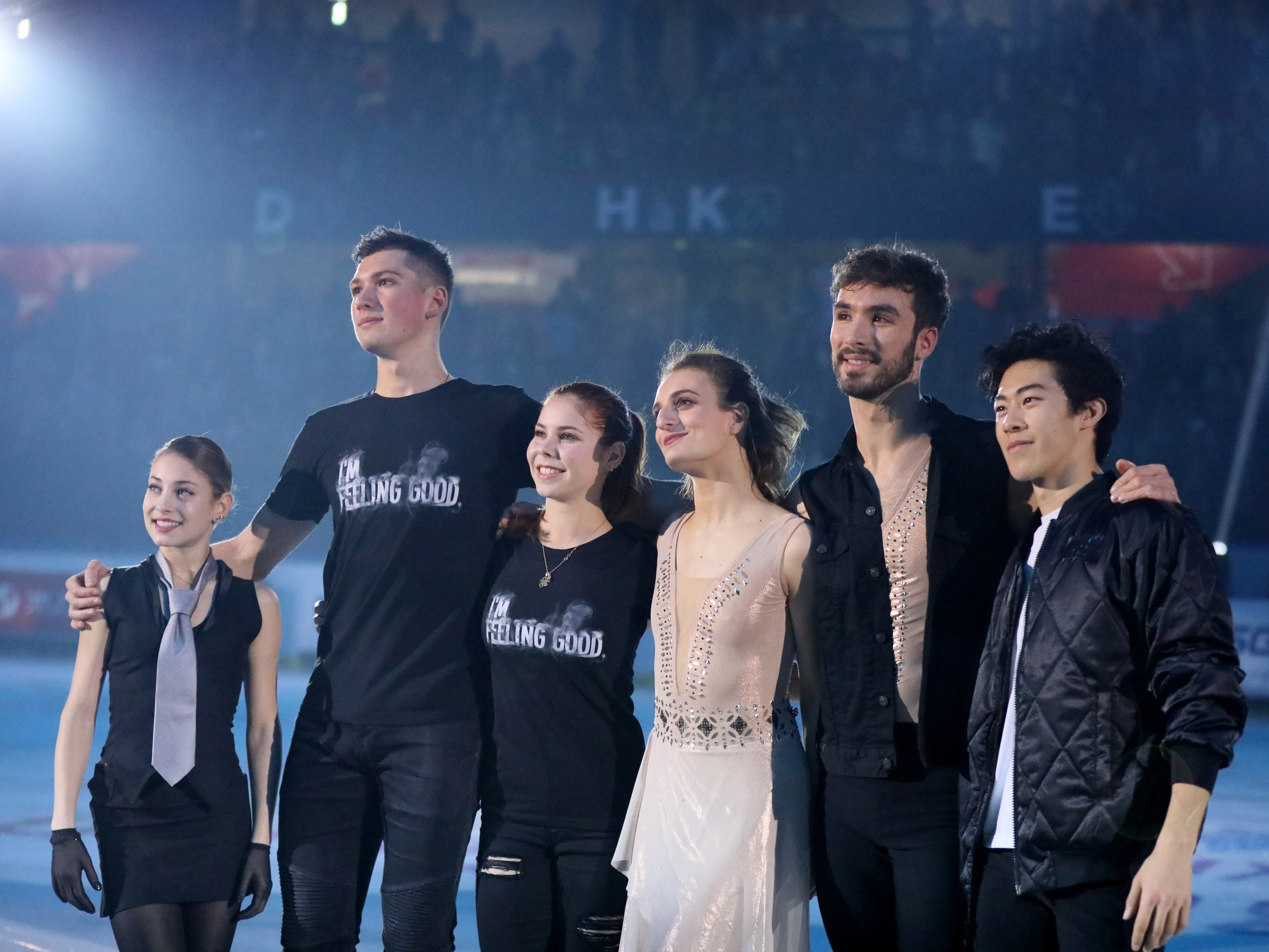
2019年大奖赛法国站金牌得主

升上大二的陈巍仍继续求学与竞技并行的模式。本赛季短节目由Shae-Lynn Bourne为他选曲并编排Charles Aznavour演唱的香颂《波西米亚人》（La Bohème），负责编排自由滑的Marie-France Dubreuil则挑选艾尔顿·约翰传记电影《火箭人》（Rocket Man）中的歌曲，其中结合嘻哈舞的编排步法段落由Samuel Chouinard编作。这段激烈舞蹈的编排步法于大奖赛的两个分站均获最高定级满分加分。
赛季的第一场比赛是只比自由滑的日本公开赛，他获得个人第一，北美队排名第三的成绩。接着在拉斯维加斯举办的大奖赛美国站拿下三连胜，成为继托德·埃尔德雷奇（1994-1997四连胜）后，第一位取得美国站三连胜的人。 本届大奖赛美国站他以44分胜出，再度改写大奖赛美国站史上最大幅度分差。
随后他又连续第二年蝉联花滑大奖赛法国站男单冠军，就此第一个锁定大奖赛总决赛席位。  这是陈巍自2018年世锦赛夺冠以来的第八连胜，也是继普鲁申科以来近20年间，在大奖赛获得八连胜的第一人。
面对学校期末考在即，陈巍仍赴意大利都灵参加大奖总决赛。短节目得分110.38排名第一，创本赛季最高短节目得分，距离世界纪录仅0.18分之差，为个人最高纪录。配置5个四周跳的自由滑，所有跳跃完美落冰，获得224.92高分，使总分达到335.30，双双刷新世界纪录。其中短节目技术分63.13和自由滑技术分129.14也均为世界纪录。陈巍胜过第二名羽生结弦的分差达43.87分，连续三年卫冕大奖总决赛冠军。这是陈巍和羽生结弦的第八度对战，两人互为四胜四败，日本作家高山真将两人的竞争关系与“费德勒和纳达尔”媲美。陈巍持续保持自平昌奥运之后的零败绩。
备战全美锦标赛期间，由于流感影响训练，陈巍降低难度配置，最终仍以绝对优势获得胜利，其中短节目再创美锦赛男单最高纪录（114.13分），完成继1988年布莱恩·博伊塔诺以来，蝉联四届冠军的壮举。战后其他达成此等成就的选手包括斯科特·汉密尔顿、大卫·詹金斯、海耶斯·艾伦·詹金斯、迪克·巴顿等花滑传奇。
原定于加拿大蒙特利尔举办的2020世锦赛，因2019冠状病毒病疫情而取消。

### 2020－2021赛季
受疫情影响，陈巍2020-2021赛季的训练在3月份随着冰场关闭戛然而止，直到6月底才恢复上冰。虽然训练时间受限，但是陈巍依旧为新赛季编排了两套全新而风格迥异的节目：选曲Asturias与电影《杀人三步曲》的拉丁风格短节目，与混编了菲利普·格拉斯三部极简主义作品的自由滑。在结束了大二学业之后，陈巍决定从耶鲁休学两年，备战奥运，但仍在训练之余旁听加州大学圣地亚哥与欧文分校的网课。 
陈巍在美国花样滑冰协会（USFS）组织的ISP积分挑战赛中以线上形式披露了新节目。赛季的第一场线下比赛为大奖赛美国站，但参赛者主要为美国选手，且观众由纸板人所代替。在这样特殊的情境下，陈巍以短节目111.17、自由滑187.98的得分第四次摘得美国站金牌。赛后陈巍告诉记者，自己在耶鲁的《聆听音乐》课程中认识了菲利普·格拉斯的音乐，后来经由编舞师席琳推荐选择他的作品，其极简主义风格对于诠释音乐来说既是机会也是挑战。
由于部分大奖赛分站赛与原定于在北京举办的总决赛取消，陈巍下一场比赛为全美锦标赛。陈巍在这场比赛的短节目中使用两个最高难度的四周跳并将连跳安排在节目后半，而自由滑配置为五个四周跳，包括两个在节目后半的四周跳连跳，这两个节目均为2018-19赛季国际滑联新规则执行以来男子花滑的最高难度。除了自由滑开场四周跳的失误以外，陈巍成功执行了全部的跳跃，以322.28的总分成为蝉联五届的全美冠军，成为自迪克·巴顿1946-1952年蝉联七届冠军以来首次达此记录的选手。
2021年世界花样滑冰锦标赛于斯德哥尔摩以封闭环境举行。陈巍的短节目配置与全美相同，但在开场的勾手四周跳上出现失误，在短节目后以98.85分位列第三，这也是他自2018年大奖赛法国站以来第一次输掉一个节目。在两天后的自由滑中，陈巍坦言自己不再期待冠军头衔，以平静的心态登上赛场。他完成了史上首套含有五个四周跳且定级动作全部四级、所有技术动作执行分为正的自由滑，以222.03的自由滑得分、320.88的总分追至首位，摘下自己第三个世锦赛冠军头衔。
世锦赛三周后，陈巍参加于日本大阪举行的世界团体锦标赛，以短节目第一、自由滑第一、团体第二的成绩结束了自己连续第三个不败赛季。截至此场比赛，陈巍以在个人项目上连胜13场，成为连胜纪录最长的现役选手。

### 2021－2022赛季（奥运赛季）
奥运赛季，陈巍休学一年备战，准备了两套由席琳・鲍恩编舞，分别使用班杰明·克莱门汀、莫扎特音乐的新节目，并计划于自由滑中执行六个四周跳。但首战失利，在2021大奖赛美国站获得铜牌，中断了他自2018年世界锦标赛以来长达三年半的连胜纪录，他说：“连胜纪录无可避免地会在某个时间点结束，所以不感到绝望，并为胜出的人感到骄傲。“紧接着在下一周举办的大奖赛加拿大站中迅速调整状态，以领先第二名48 分的优势，成为加拿大站冠军。陈巍以这两站比赛成绩取得进入大奖赛总决赛的资格，但原订于大阪举办的总决赛因Omicron 变体疫情的日本限制入境规定而取消。
2022年美国锦标赛在纳什维尔举办，陈巍在此第六度蝉联美国冠军，达成继71年前传奇人物迪克·巴顿以来第一人的壮举。他在这场比赛换回2019-2020赛季的节目。并邀请曾三度代表意大利征战奥运会的冰舞运动员馬西莫・史卡利（Massimo Scali）对节目进行调整。他在这场比赛首次成功完成史上最高难度配置的短节目（后内点冰4周、艾克索三周，以及节目后半的勾手跳4周接后外点冰3周的连跳）获得115.39 的新全国纪录，在自由滑中获得了 212.62 的新纪录，总分 328.01 分。比赛结束后，与周知方和贾森·布朗获选代表美国参赛2022北京冬奥会。
2022北京冬奥会首先登场的是团体赛，陈巍出赛短节目，首度在国际比赛中成功完成4F-3A-4Lz3T的大胆的最高难度配置，获得111.71分，离世界纪录仅有0.11分之差，并为美国队拿下男单短节目第一名的积分，最后美国队结合其他各项总成绩获得银牌。
陈巍带着18战17胜的傲人赛绩进入奥运个人项目短节目赛事，再次完美演绎短节目夏尔·阿兹纳武尔香颂《波西米亚人》，町田树于NHK广播直播中称其“完成了目前人类能力所及的最难配置”，并赞誉他的表演“飘荡着哀愁引人深深吟味，身体随着香颂歌唱，精彩绝伦。接着是高难度技术，完美成功，然后情感迸发…。”无良崇人也于赛事分析中称其为“神级表演”。漂亮干净的难度跳跃，加上定级全满的旋转，与满分步法，获得113.97分打破世界纪录，短节目排名第一。本届奥运会两次无失误的短节目表现，显示他克服心魔，摆脱四年前平昌奥运会两次短节目失败的梦魇，势不可挡。自由滑比赛中最后一位登场的陈巍，在对手均出现失误的情况下，并未降低难度保胜，他仍然成功完成（包含两个4F，以及4S、4Lz、4T的）5个四周跳高难度配置赢得金牌，大幅领先第二名超过22分，是继2006年叶甫根尼·普鲁申科在都灵冬奥夺金以来最悬殊的比分。
陈巍是继迪克·巴顿、海耶斯·艾伦·詹金斯、大卫·詹金斯、斯科特·汉密尔顿、布莱恩·博伊塔諾、埃文·莱萨塞克之后，美国史上第七位获得奥运金牌的男子单人花滑运动员。
陈巍因伤退出奥运后的世锦赛。

## 赛事记录
- 现役花滑选手中最长的连胜纪录（13场个人比赛）保持者；
- 现行规则下首个自由滑成功完成五个四周跳并且定级动作全部四级、技术动作执行分全部为正的选手（2019年大奖赛总决赛、2021年世锦赛、2022冬奥）；
- 现行规则下首个自由滑成功完成五个四周跳的选手（2019年大奖赛总决赛、2021年世锦赛、2022冬奥）；
- 现行规则下首个在两个节目中成功完成七个四周跳的选手（2019年大奖赛总决赛、2022冬奥）；
- 现行评分规则下勾手四周跳（16.26分，2019年世锦赛自由滑），后内点冰四周跳（15.40分，2019年大奖赛美国站自由滑），后内结环四周跳（14.83分，2019年大奖赛总决赛自由滑），以及后外点冰四周接后外点冰三周跳（20.23分，2019年大奖赛总决赛自由滑）的最高得分保持者；
- 现行评分规则下定级步法（5.74分，2019年世锦赛短节目）与编排步法（5.50分暨满分，2019年大奖赛美国站与法国站自由滑）最高得分保持者，其中2019年大奖赛美国站自由滑的编排步法获得全部九位裁判给出的执行分满分；
- 现行评分规则的总分最高纪录335.30分（2019大獎總決赛）；
- 现行评分规则的短節目最高纪录113.97分（2022冬季奧運）；
- 现行评分规则的自由滑最高纪录224.92分（2019大獎總決赛）；
- 21世纪以来最年轻的男单世界冠军（18岁）；
- 1966年以来最年轻的男单全美冠军（17岁）；
- 进入大奖总决赛最年轻的美国男单花滑运动员（17岁）；
- 赢得大奖总决赛的最年轻的美国男单花滑运动员（18岁）；
- 第一位数度赢得大奖总决赛冠军的美国男单花滑运动员。
- 2018年世锦赛成为第一位在赛事中完成八次四周跳（短节目4Lz3T，4F。长节目4Lz，4F2T，4F，4T，4T3T，4S）的选手，大幅领先47.63分优胜为的史上最高分差。[112]
- 2018年平昌冬奥成为第一位在一套节目中完成六次四周跳（五次完美落冰，一次手扶冰）的选手。技术分127.64分史上最高，长节目总分215.08为奥运史上最高。 [113]
- 第一位在一套节目中成功完成两次勾手四周跳的选手（2017年大奖赛美国站）。
- 第一个在比赛里完成五种四周跳的选手（2017年美国秋季国际经典赛）。
- 第一个在比赛里完成七次无失误四周跳的选手（2017年美国花样滑冰锦标赛）。
- 第一个在比赛里完成四种不同动作四周跳（后外点冰四周跳、后内四周跳、勾手四周跳、后内点冰四周跳）的选手（2017年美国花样滑冰锦标赛、2017年四大洲花样滑冰锦标赛）。
- 第一个在比赛里自由滑项目中完成五个四周跳的选手（2017年美国花样滑冰锦标赛）。
- 后外点冰四周跳（13.76分，2017年美国花样滑冰锦标赛）、后内点冰四周跳（14.73分，2017年四大洲花样滑冰锦标赛）、后内点冰四周跳接后外点冰三周跳（18.03分，2016年NHK杯国际花滑大奖赛）、勾手四周跳接后外点冰三周跳（20.33分，同时也是目前花滑单一元素最高得分，2017年四大洲花样滑冰锦标赛）四项动作最高分保持者。
- 美国最年轻的参加国际滑冰联盟花样滑冰大奖赛总决赛并获得奖牌的男子选手（时年17岁）。
- 第一个在ISU比赛里完成菲利普四周跳接后外点冰三周跳的选手（2016年日本NHK大奖赛）。

## 赛事节目
| 赛季    | 短节目 | 自由滑 | 表演滑 |
| ------- | --- | --- | --- |

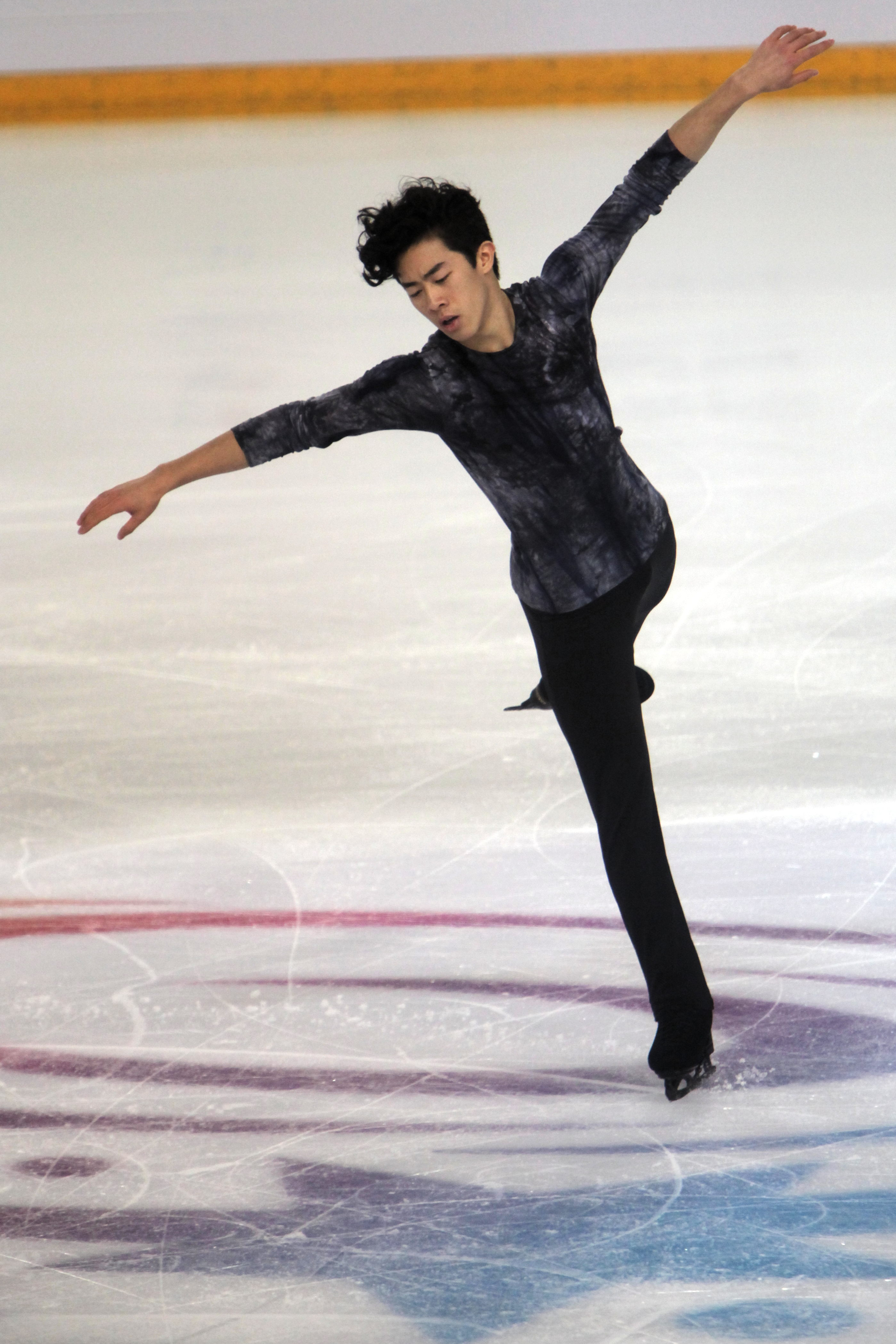
陈巍2018年大奖赛法国站自由滑“自由之境”

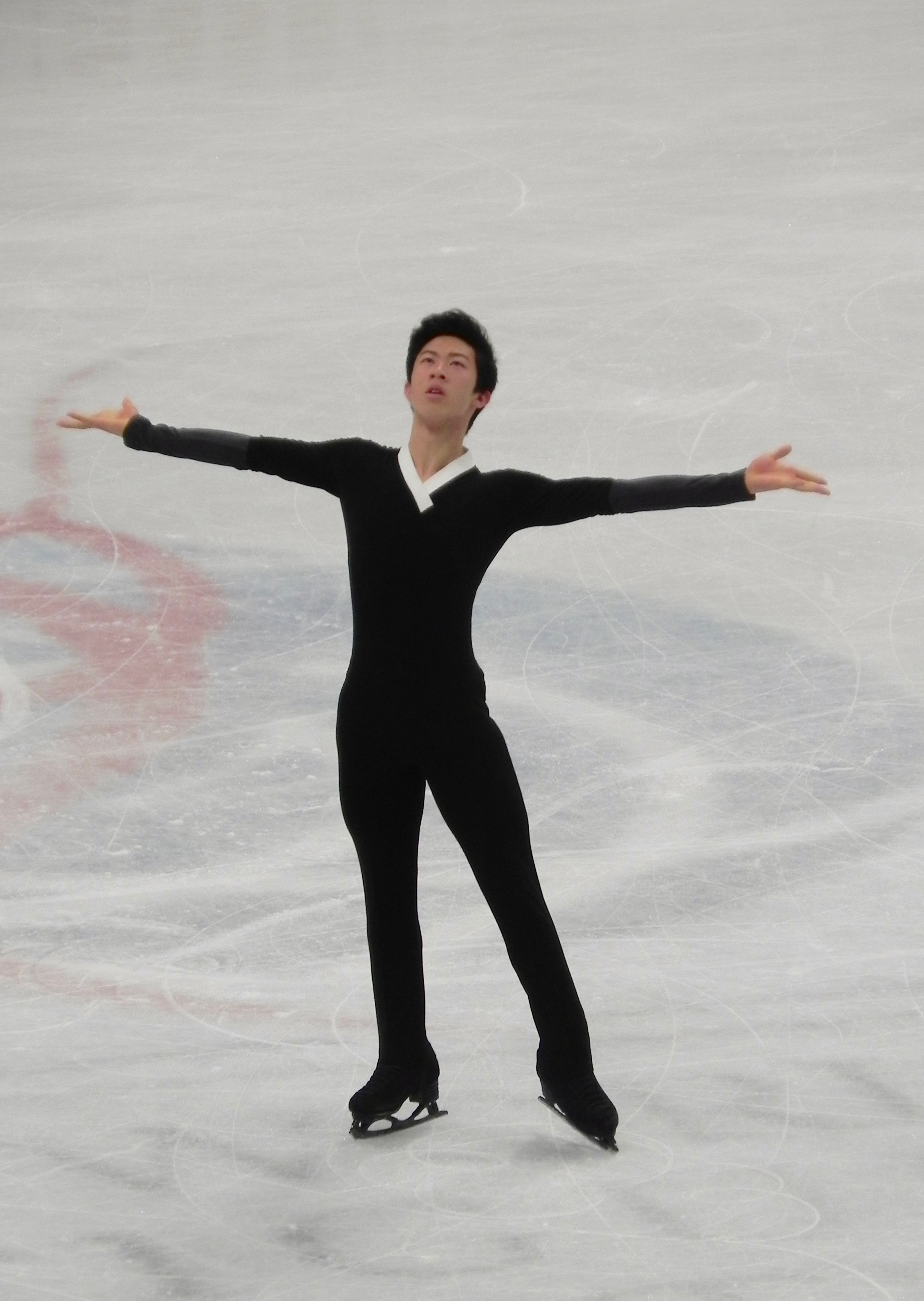
陈巍于2018年世锦赛冠军演出“最后舞者”

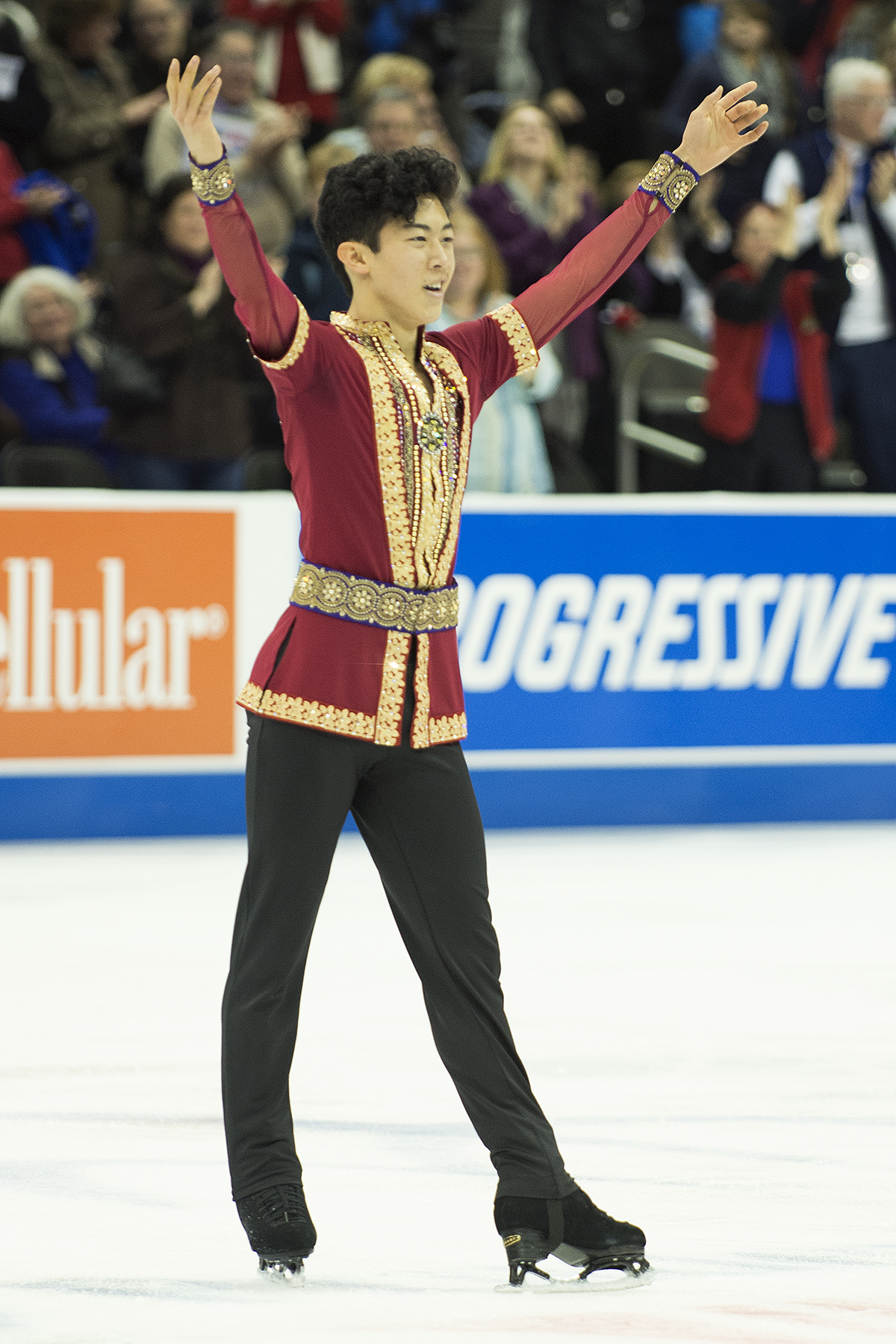
陈巍在2017年度全美花样滑冰锦标赛

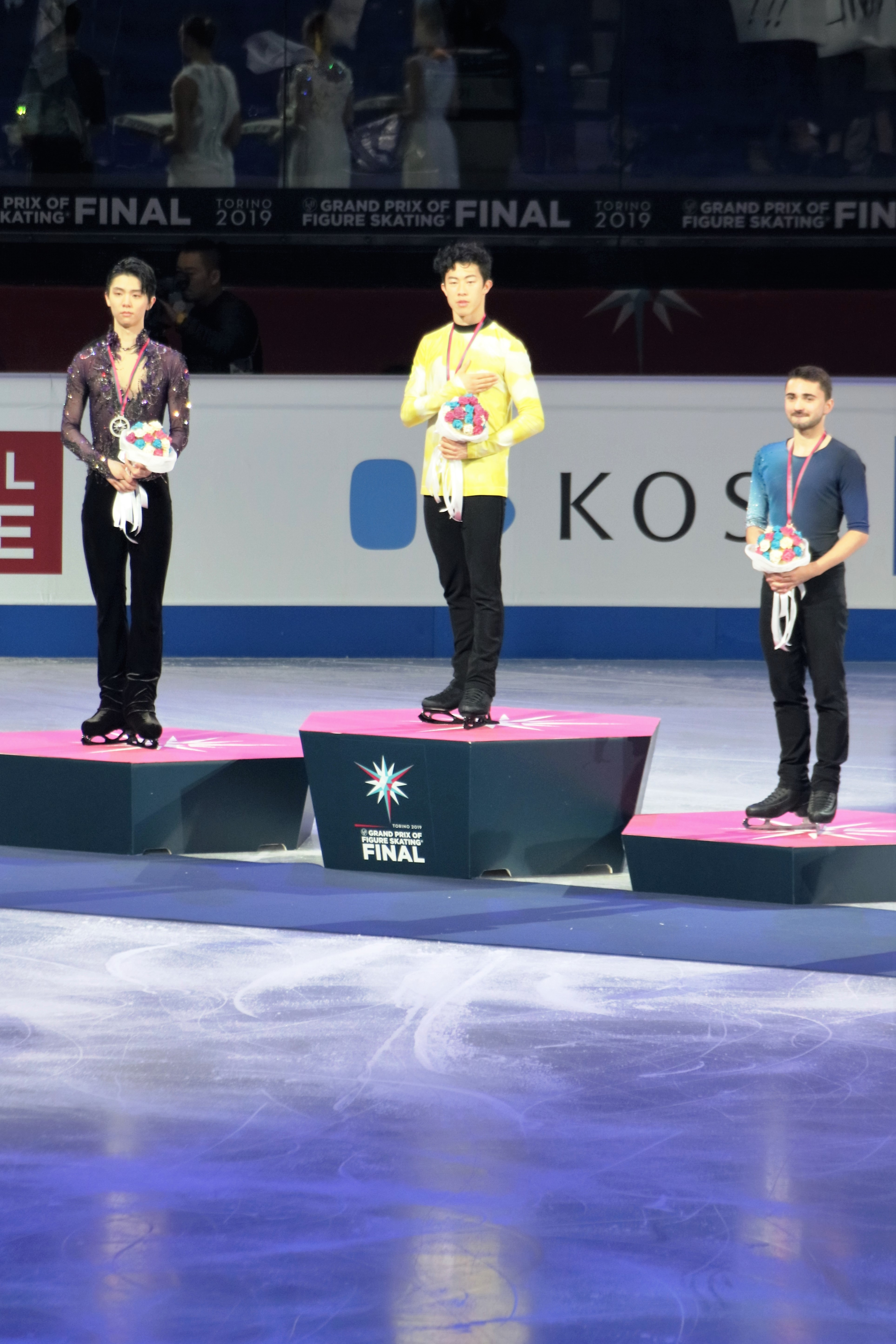
陈巍（中）获2019年大奖总决赛金牌

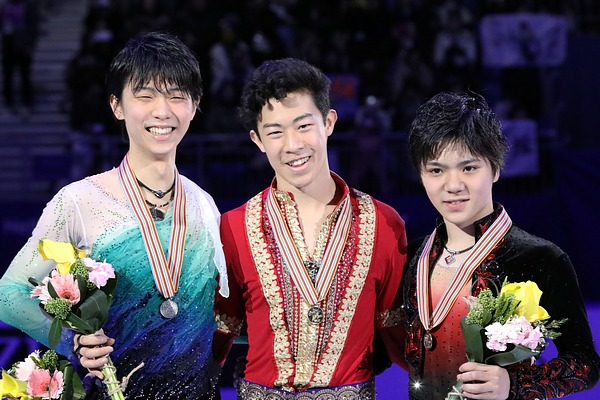
陈巍获2017年四大洲锦标赛金牌

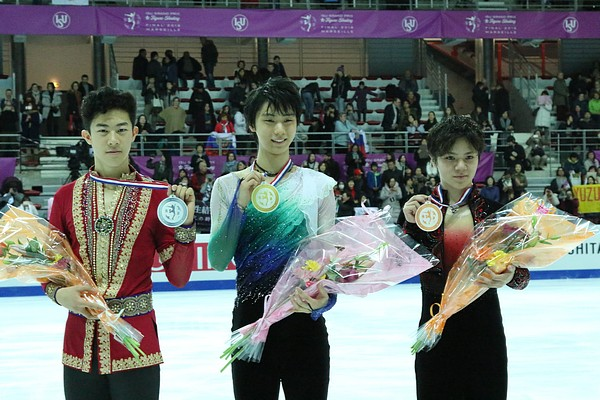
陈巍获2016-2017大奖赛总决赛银牌

| 2021–22 | - 波西米亚人La Bohème 演唱：夏尔·阿兹纳武尔 编舞：席琳·鮑爾恩 - 永恒 Eternity Nemesis 音乐：班杰明·克莱门汀 编舞：席琳·鮑爾恩 | - 火箭人 (2019年電影)组曲 作曲：艾爾頓·約翰 伯尼·陶平 - Goodbye Yellow Brick Road 演唱： 泰隆·艾奇頓 - Rocketman 演唱： 泰隆·艾奇頓 - Bennie and the Jets 演唱：Logic (饶舌歌手) 艾爾頓·約翰 粉红佳人 编舞：玛丽-弗兰西·杜布雷乌里 山姆·修伊纳 - 莫扎特组曲 - 第23号钢琴协奏曲 - 安魂曲“落泪之日” 编舞：席琳·鮑爾恩 | - Space Song 音乐： beach House 编舞：马西莫·史卡利 - The Nights 音乐：艾维奇 |
| 2020–21 | - Asturias Canción del Mariachi 选自《罪恶之城 (电影)》 编舞：席琳·鮑爾恩                                                     | - 菲利普·格拉斯组曲 - Metamorphosis II - Violin Concerto I - Truman Sleeps - Escape! -Kummerspeck Remix 编舞：席琳·鮑爾恩 | - 火箭人 (2019年電影)组曲 作曲：艾爾頓·約翰 伯尼·陶平 - Goodbye Yellow Brick Road 演唱： 泰隆·艾奇頓 - Rocketman 演唱： 泰隆·艾奇頓 - Bennie and the Jets 演唱：Logic (饶舌歌手) 艾爾頓·約翰 粉红佳人 编舞：玛丽-弗兰西·杜布雷乌里 山姆·修伊纳 |
| 2019–20 | - 波西米亚人La Bohème 演唱：夏尔·阿兹纳武尔 编舞：席琳·鮑爾恩                                                                 | - 火箭人 (2019年電影)组曲 作曲：艾爾頓·約翰 伯尼·陶平 - Goodbye Yellow Brick Road 演唱： 泰隆·艾奇頓 - Rocketman 演唱： 泰隆·艾奇頓 - Bennie and the Jets 演唱：Logic (饶舌歌手) 艾爾頓·約翰 粉红佳人 编舞：玛丽-弗兰西·杜布雷乌里 山姆·修伊纳                                                                      | - Next to Me 音乐：Otto Knows 编舞：陈巍 |
| 2018–19 | - 大蓬车 Caravan 作曲：艾灵顿公爵 演奏：Fanfare Ciocărlia 编舞：席琳·鮑爾恩                                                   | - 自由之境 Land of All 源自：绝命荒漠 (电影) 音乐：Woodkid 编舞：玛丽-弗兰西·杜布雷乌里 山姆·修伊纳 | - 大蓬车 Caravan 作曲：艾灵顿公爵 演奏：Fanfare Ciocărlia 编舞：席琳·鮑爾恩 - Next to Me 音乐：Otto Knows 编舞：陈巍 - No Good 音乐：Kaleo 编舞：席琳·鮑爾恩 - Back from the Edge 音乐：James Arthur 编舞：陈巍                                |
| 2017–18 | - 报应 音乐：班杰明·克莱门汀 编舞：席琳·鮑爾恩                                                                                | - 末代舞者 源自：毛泽东时代的最后舞者 (电影) 作曲：克里斯多佛·戈登 - 春之祭 作曲：伊戈爾·斯特拉文斯基 编舞：洛丽·尼科尔 | - Back from the Edge 音乐：James Arthur 编舞：陈巍 - No Good 音乐：Kaleo 编舞：席琳·鮑爾恩 - 降落伞 作曲：Otto Knows 编舞：布诺·里修 |
| 2016–17 | - 海盗 作曲：阿道夫·亚当、莱奥·德利布 编舞：玛丽娜·祖耶娃                                                                     | - 波洛维兹舞曲 （源自：伊戈尔王子） 作曲：亚历山大·鲍罗丁 编舞：纳迪亚·卡纳耶娃 | - 抢尽风头 作曲：凯戈与牧师詹姆斯 编舞：陈巍 |
| 2015–16 | - 微笑 （源自：摩登时代主题曲） 演奏：迈克尔·杰克逊 - 犯罪高手 作曲：迈克尔·杰克逊 编舞：纳迪亚·卡纳耶娃                      | - C小调第三交响乐管风琴 作曲：卡米尔·圣桑 编舞：尼古拉·莫罗佐夫 | - Dream On 作曲：空中铁匠 编舞：陈巍 |
| 2014–15 | - 微笑 （源自：摩登时代主题曲） 演奏：迈克尔·杰克逊 - 犯罪高手 作曲：迈克尔·杰克逊 编舞：纳迪亚·卡纳耶娃                      | - E小调钢琴协奏曲一号 作曲：肖邦 编舞：纳迪亚·卡纳耶娃 | - 生命中最美好的一天 作曲：美国作家乐队 演奏：科里·格雷 编舞：亞當·里彭 |
| 2013–14 | - 夏（G小調第二協奏曲） - 冬（F小調第四協奏曲） （源自：四季） 作曲：安东尼奥·维瓦尔第 编舞：纳迪亚·卡纳耶娃                  | - 作曲：格伦·米勒 - 夏日 （源自：波吉和贝丝） 作曲：乔治·格什温 编舞：纳迪亚·卡纳耶娃 | - 家 作曲：菲利普·菲利普斯 编舞：菲利普·米尔斯 |
| 2012–13 | - 前奏与快板 作曲：弗里茨·克莱斯勒 编舞：纳迪亚·卡纳耶娃 拉斐尔·阿鲁秋尼杨                                                    | - 三剑侠 作曲：保罗·哈斯林格 编舞：斯蒂芬妮·格罗斯盖普 | |
| 2011–12 | - 机器人瓦力 作曲：汤玛斯·纽曼 编舞：斯蒂芬妮·格罗斯盖普                                                                      | - 教父 作曲：尼诺·罗塔 编舞：耶夫根·车尔尼索娃 | - 立体声心跳 作曲：体育课英雄 编舞：耶夫根·车尔尼索娃 |
| 2010–11 | - 皮鞭 编舞：耶夫根·车尔尼索娃                                                                                                | - 匈牙利狂想曲第二号 作曲：李斯特·费伦茨 编舞：耶夫根·车尔尼索娃 | - 皮鞭 编舞：耶夫根·车尔尼索娃 |
| 2009–10 | - 功夫熊猫 作曲：汉斯·季默 编舞：斯蒂芬妮·格罗斯盖普                                                                          | - 彼得和狼 作曲：谢尔盖·普罗科菲耶夫 编舞：耶夫根·车尔尼索娃 | - 彼得和狼 作曲：谢尔盖·普罗科菲耶夫 编舞：耶夫根·车尔尼索娃 |

## 赛事亮点
| 国际赛事             | 国际赛事    | 国际赛事    | 国际赛事    | 国际赛事    | 国际赛事    | 国际赛事 | 国际赛事 | 国际赛事    | 国际赛事    | 国际赛事    | 国际赛事    | 国际赛事    | 国际赛事 |
| 赛事                 | 09–10       | 10–11       | 11–12       | 12–13       | 13–14       | 14–15    | 15–16    | 16–17       | 17–18       | 18–19       | 19–20       | 20–21       | 21–22    |
| -------------------- | ----------- | ----------- | ----------- | ----------- | ----------- | -------- | -------- | ----------- | ----------- | ----------- | ----------- | ----------- | -------- |
| 冬季奥运             |             |             |             |             |             |          |          |             | 5           |             |             |             | 冠军     |
| 世锦赛               |             |             |             |             |             |          | 退赛     | 6           | 冠军        | 冠军        | 取消        | 冠军        | 退赛     |
| 四大洲锦标赛         |             |             |             |             |             |          |          | 冠军        |             |             |             |             |          |
| 大奖赛总决赛         |             |             |             |             |             |          |          | 亚军        | 冠军        | 冠军        | 冠军        | 取消        | 取消     |
| 大奖赛俄罗斯站       |             |             |             |             |             |          |          |             | 冠军        |             |             |             |          |
| 大奖赛美国站         |             |             |             |             |             |          |          |             | 冠军        | 冠军        | 冠军        | 冠军        | 季军     |
| NHK杯大奖赛          |             |             |             |             |             |          |          | 亚军        |             |             |             |             |          |
| 大奖赛法国站         |             |             |             |             |             |          |          | 4           |             | 冠军        | 冠军        |             |          |
| 大奖赛加拿大站       |             |             |             |             |             |          |          |             |             |             |             |             | 冠军     |
| 美国秋季國際經典賽   |             |             |             |             |             |          |          |             | 冠军        |             |             |             |          |
| 芬兰杯挑战赛         |             |             |             |             |             |          |          | 冠军        |             |             |             |             |          |
| 国际青少年赛事       |             |             |             |             |             |          |          |             |             |             |             |             |          |
| 青少年世锦赛         |             |             |             |             | 季军        | 4        | 退赛     |             |             |             |             |             |          |
| 青少年大奖总决赛     |             |             |             |             | 季军        |          | 冠军     |             |             |             |             |             |          |
| 奥地利青少年大奖赛   |             |             |             | 冠军        |             |          |          |             |             |             |             |             |          |
| 白俄罗斯青少年大奖赛 |             |             |             |             | 冠军        |          |          |             |             |             |             |             |          |
| 克罗地亚青少年大奖赛 |             |             |             | 退赛        |             | 亚军     |          |             |             |             |             |             |          |
| 墨西哥青少年大奖赛   |             |             |             |             | 冠军        |          |          |             |             |             |             |             |          |
| 西班牙青少年大奖赛   |             |             |             |             |             |          | 冠军     |             |             |             |             |             |          |
| 美国青少年大奖赛     |             |             |             |             |             |          | 冠军     |             |             |             |             |             |          |
| 加迪纳杯             |             |             | 冠军 新手组 |             |             |          |          |             |             |             |             |             |          |
| 国家级赛事           |             |             |             |             |             |          |          |             |             |             |             |             |          |
| 美国锦标赛           | 冠军 新手组 | 冠军 新手组 | 冠军 青年组 | 季军 青年组 | 冠军 青年组 | 8        | 季军     | 冠军        | 冠军        | 冠军        | 冠军        | 冠军        | 冠军     |
| 团体赛事             |             |             |             |             |             |          |          |             |             |             |             |             |          |
| 冬季奥运             |             |             |             |             |             |          |          |             | 季军        |             |             |             | 亚军     |
| 世界团体锦标赛       |             |             |             |             |             |          |          | 团体3 个人2 |             | 团体1 个人1 |             | 团体3 个人1 |          |
| 日本公开赛           |             |             |             |             |             |          |          |             | 团体3 个人2 | 团体3 个人4 | 团体3 个人1 |             |          |

## 赛事成绩

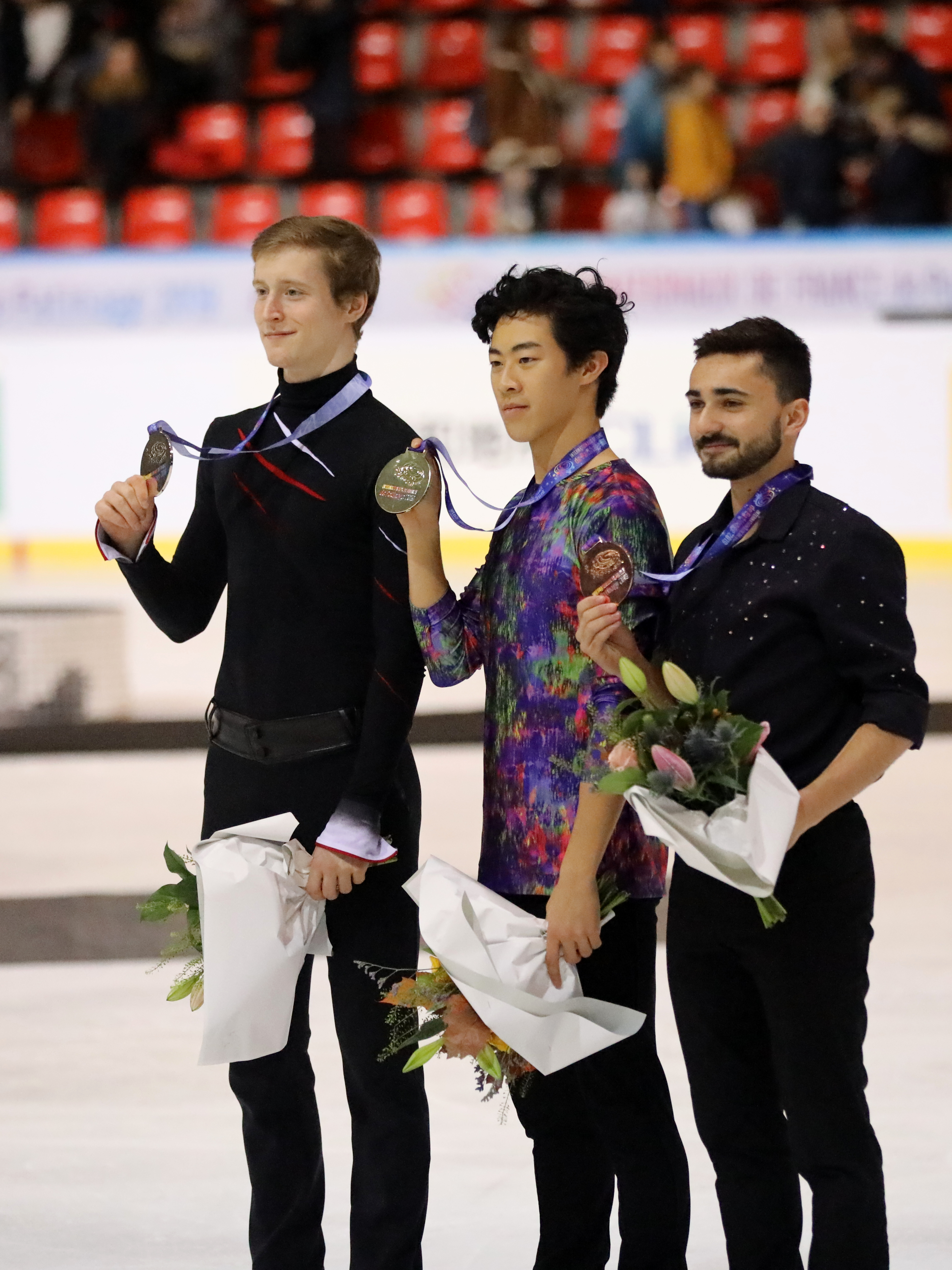
陈巍获2019年大奖法国站金牌

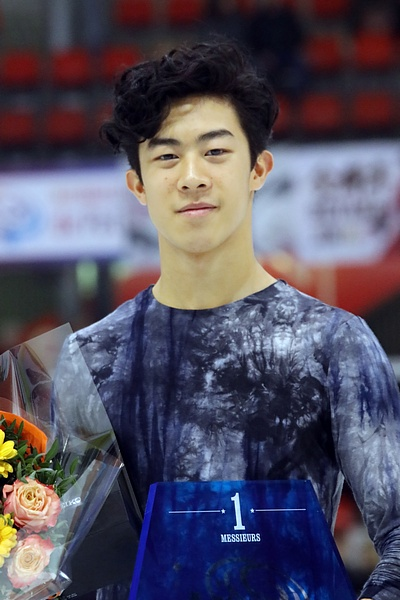
陈巍获2018年大奖法国站金牌

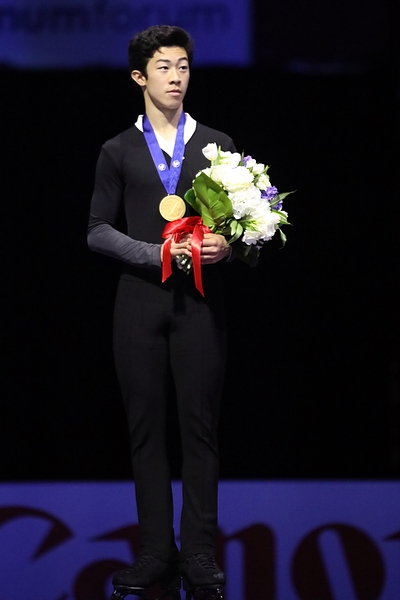
陈巍获2018年世锦赛冠军

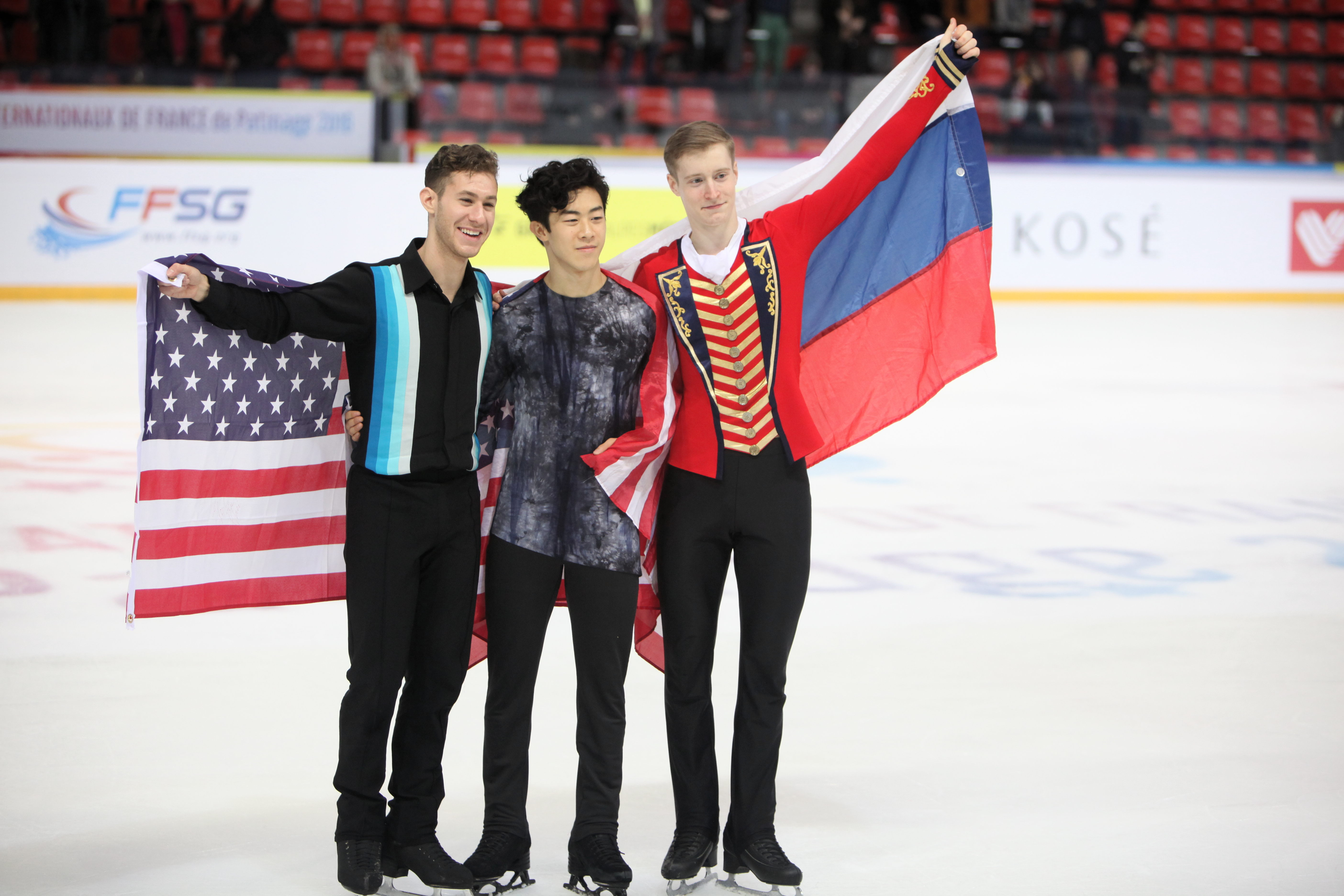
陈巍获2018年大奖赛法国站金牌

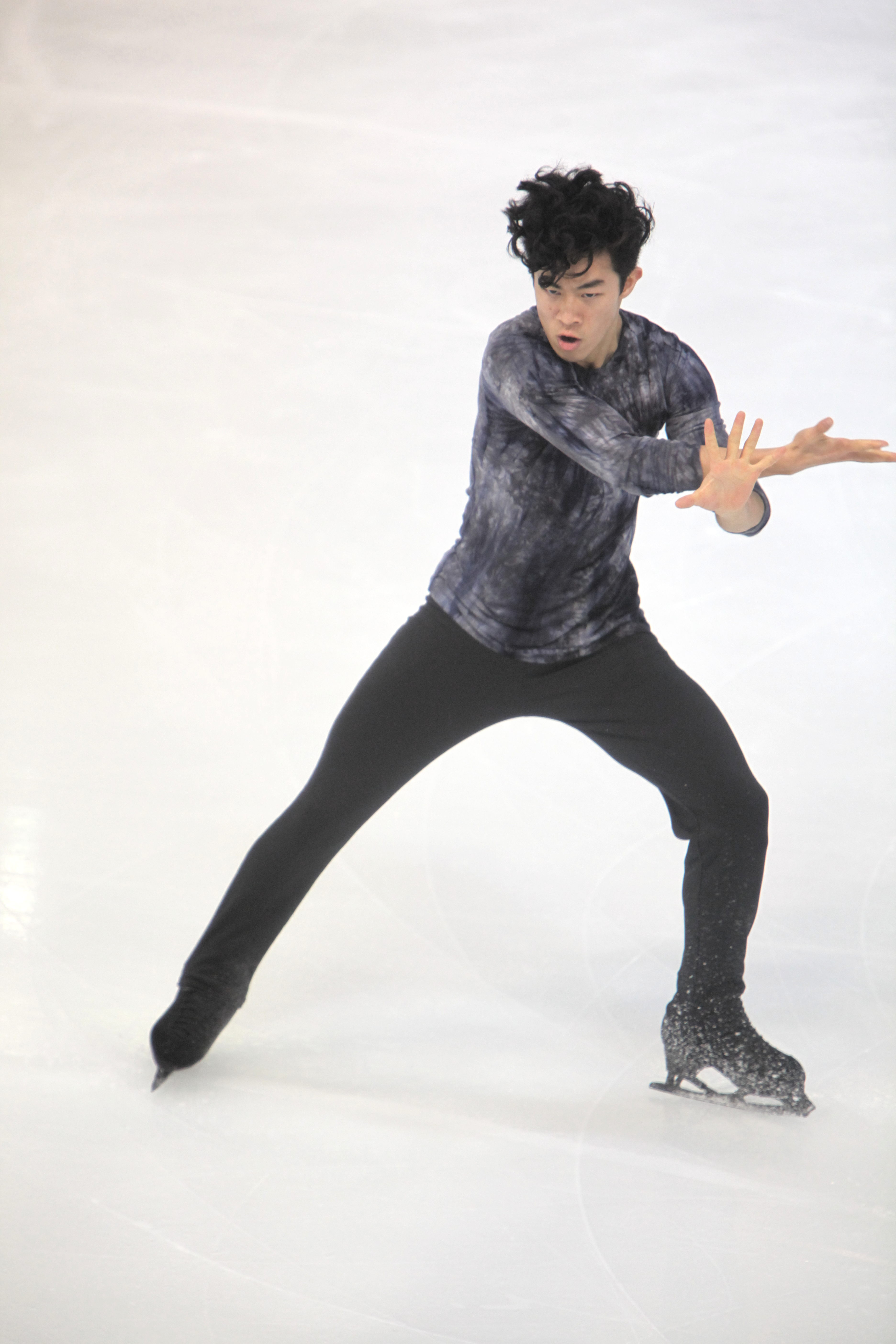
陈巍2018年大奖赛法国站自由滑“自由之境”

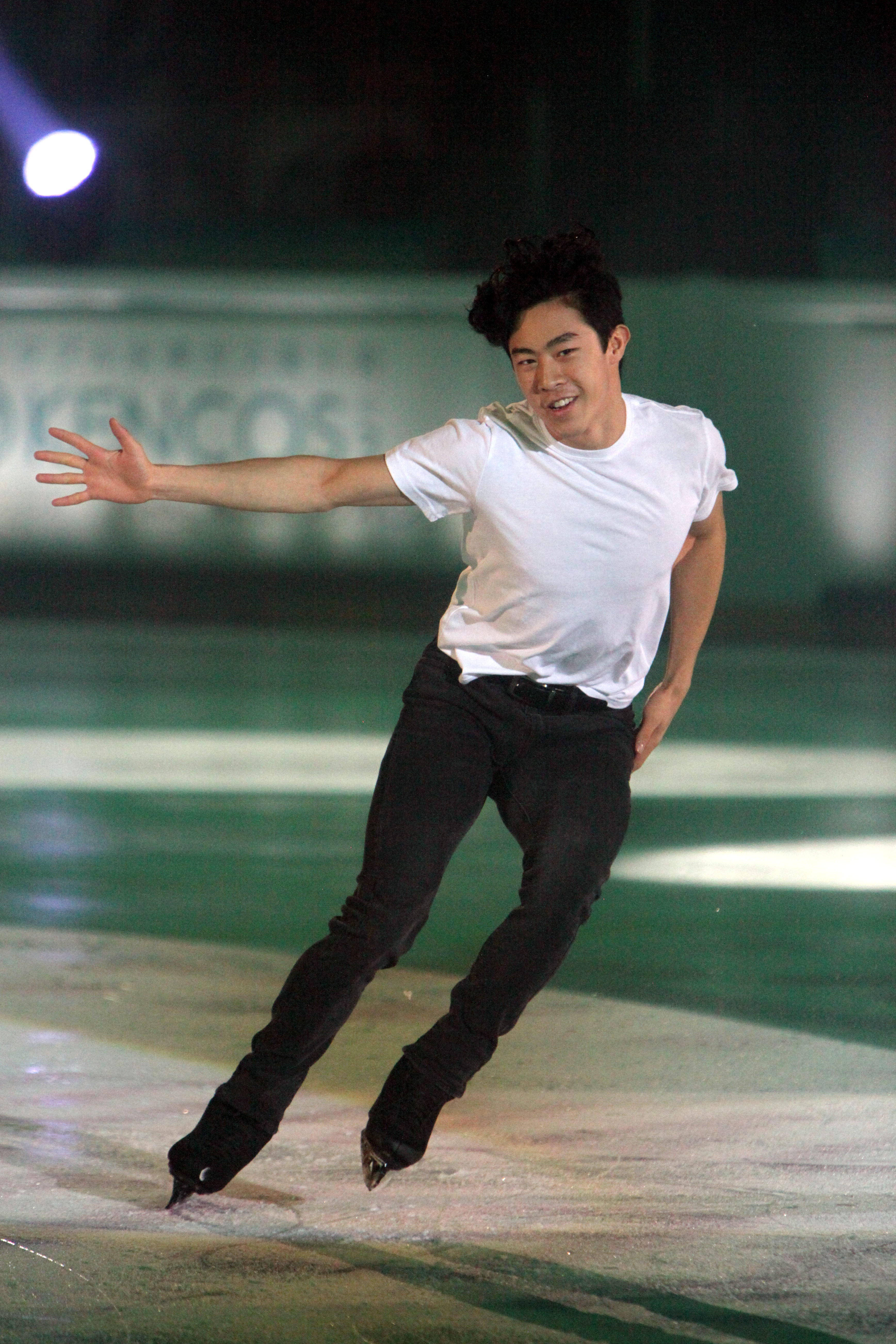
陈巍2018年大奖赛法国站表演滑“No Good”

### 成人组
| 2021至2022赛季         |                          |                       |                       |                       |         |
| 日期                   | 赛事                     | 短节目 得分           | 自由滑 得分           | 总得分                | 来源    |
| 2022年2月8日至10日     | 2022年冬奥会             | 1 113.97 （世界纪录） | 1 218.63              | 1 332.60              | [ 116 ] |
| 2022年2月4日至7日      | 2022年冬奥会团体赛       | 1 111.71              | —                     | 2T                    | [ 116 ] |
| 2022年1月3日至9日      | 2022美国锦标赛           | 1 115.39              | 1 212.62              | 1 328.01              | [ 117 ] |
| 2021年10月28日至31日   | 2021大奖赛加拿大站       | 1 106.72              | 1 200.46              | 1 307.18              | [ 118 ] |
| 2021年10月22日至24日   | 2021大奖赛美国站         | 4 82.89               | 2 186.48              | 3 269.37              | [ 119 ] |
| 2020至2021赛季         |                          |                       |                       |                       |         |
| 日期                   | 赛事                     | 短节目 得分           | 自由滑 得分           | 总得分                | 来源    |
| 2021年4月15日至18日    | 2021世界花滑团体锦标赛   | 1 109.65              | 1 203.24              | 2T/1P 312.89          | [ 120 ] |
| 2021年3月22日至28日    | 2021世界锦标赛           | 3 98.85               | 1 222.03              | 1 320.88              | [ 121 ] |
| 2021年1月16日至17日    | 2021美国锦标赛           | 1 113.92              | 1 208.36              | 1 322.28              | [ 122 ] |
| 2020年10月23-24日      | 2020大奖赛美国站         | 1 111.17              | 1 187.98              | 1 299.15              | [ 123 ] |
| 2020年10月6日          | 2020美國ISP积分挑战赛    | 1 91.77               | 1 211.86              | 1 303.63              | [ 124 ] |
| 2020年9月22日          | 2020美國ISP积分挑战赛    | 1 105.53              | 1 209.79              | 1 315.32              | [ 125 ] |
| 2019至2020赛季         |                          |                       |                       |                       |         |
| 日期                   | 赛事                     | 短节目 得分           | 自由滑 得分           | 总得分                | 来源    |
| 2020年1月20日至26日    | 2020美国锦标赛           | 1 114.13              | 1 216.04              | 1 330.17              | [ 126 ] |
| 2019年12月5日至8日     | 2019大奖总决赛           | 1 110.38              | 1 224.92 （世界纪录） | 1 335.30 （世界纪录） | [ 127 ] |
| 2019年11月1日至3日     | 2019大奖赛法国站         | 1 102.48              | 1 194.68              | 1 297.16              | [ 128 ] |
| 2019年10月18日至20日   | 2019大奖赛美国站         | 1 102.71              | 1 196.38              | 1 299.09              | [ 129 ] |
| 2019年10月5日          | 2019年日本公开赛         | - －                  | 1 189.83              | 3T/1P                 |         |
| 2018至2019赛季         |                          |                       |                       |                       |         |
| 日期                   | 赛事                     | 短节目 得分           | 自由滑 得分           | 总得分                | 来源    |
| 2019年4月11-14日       | 2019世界花滑团体锦标赛   | 1 101.95              | 1 199.49              | 1T/1P 301.44          | [ 130 ] |
| 2019年3月18-24日       | 2019年世锦赛             | 1 107.40              | 1 216.02              | 1 323.42              | [ 131 ] |
| 2019年1月19-27日       | 2019年美国锦标赛         | 1 113.42              | 1 228.80              | 1 342.22              | [ 132 ] |
| 2018年12月6-9日        | 2018–19大奖总决赛        | 1 86.94               | 1 189.43              | 1 271.58              | [ 133 ] |
| 2018年11月23-25日      | 2018年大奖赛法国站       | 3 92.99               | 1 184.64              | 1 282.42              | [ 134 ] |
| 2018年10月19日至21日   | 2018年大奖赛美国站       | 1 90.58               | 1 189.99              | 1 280.57              | [ 135 ] |
| 2018年10月6日          | 2018年日本公开赛         | - －                  | 4 144.96              | 3T/4P                 |         |
| 2017至2018赛季         |                          |                       |                       |                       |         |
| 日期                   | 赛事                     | 短节目 得分           | 自由滑 得分           | 总得分                | 来源    |
| 2018年3月22日至3月24日 | 2018年世锦赛             | 1 101.94              | 1 219.46              | 1 321.40              | [ 136 ] |
| 2018年2月14日至23日    | 2018平昌冬奥             | 17 82.27              | 1 215.08              | 5 297.35              | [ 137 ] |
| 2018年2月14日至23日    | 2018平昌冬奥（团体）     | 4 80.61               | -                     | 3T                    |         |
| 2018年1月4日至6日      | 2018年美国锦标赛         | 1 104.45              | 1 210.78              | 1 315.23              | [ 138 ] |
| 2017年12月7日至8日     | 2017年大奖总决赛         | 1 103.32              | 2 183.19              | 1 286.51              | [ 139 ] |
| 2017年11月24日至26日   | 2017年大奖赛美国站       | 1 104.12              | 2 171.76              | 1 275.88              |         |
| 2017年10月20日至22日   | 2017年大奖赛俄罗斯站     | 1 100.54              | 2 193.25              | 1 293.79              |         |
| 2017年10月7日          | 2017年日本公开赛         | - －                  | 2 178.46              | 3T/2P 178.46          |         |
| 2017年9月13日至17日    | 2017年美国秋季国际经典赛 | 1 91.80               | 1 183.24              | 1 275.04              |         |
| 2016至2017赛季         |                          |                       |                       |                       |         |
| 日期                   | 赛事                     | 短节目 得分           | 自由滑 得分           | 总得分                | 来源    |
| 2017年4月20日至23日    | 2017年世界花滑团体锦标赛 | 2 99.28               | 4 185.24              | 3T/2P 284.52          |         |
| 2017年3月29日至4月2日  | 2017年世锦赛             | 6 97.33               | 4 193.39              | 6 290.72              |         |
| 2017年2月14日至19日    | 2017年四大洲锦标赛       | 1 103.12              | 2 204.34              | 1 307.46              |         |
| 2017年1月14日至22日    | 2017年美国锦标赛         | 1 106.39              | 1 212.08              | 1 318.47              |         |
| 2016年12月8日至11日    | 2016-17年大奖总决赛      | 5 85.30               | 1 197.55              | 2 282.85              |         |
| 2016年11月25日至27日   | 2016年NHK杯大奖赛        | 2 87.94               | 2 180.97              | 2 268.91              |         |
| 2016年11月11日至13日   | 2016年爱瑞邦德杯大奖赛   | 2 92.85               | 4 171.95              | 4 264.80              |         |
| 2016年10月6日至10日    | 2016年芬兰杯挑战赛       | 2 87.50               | 1 168.94              | 1 256.44              |         |

### 青少年组

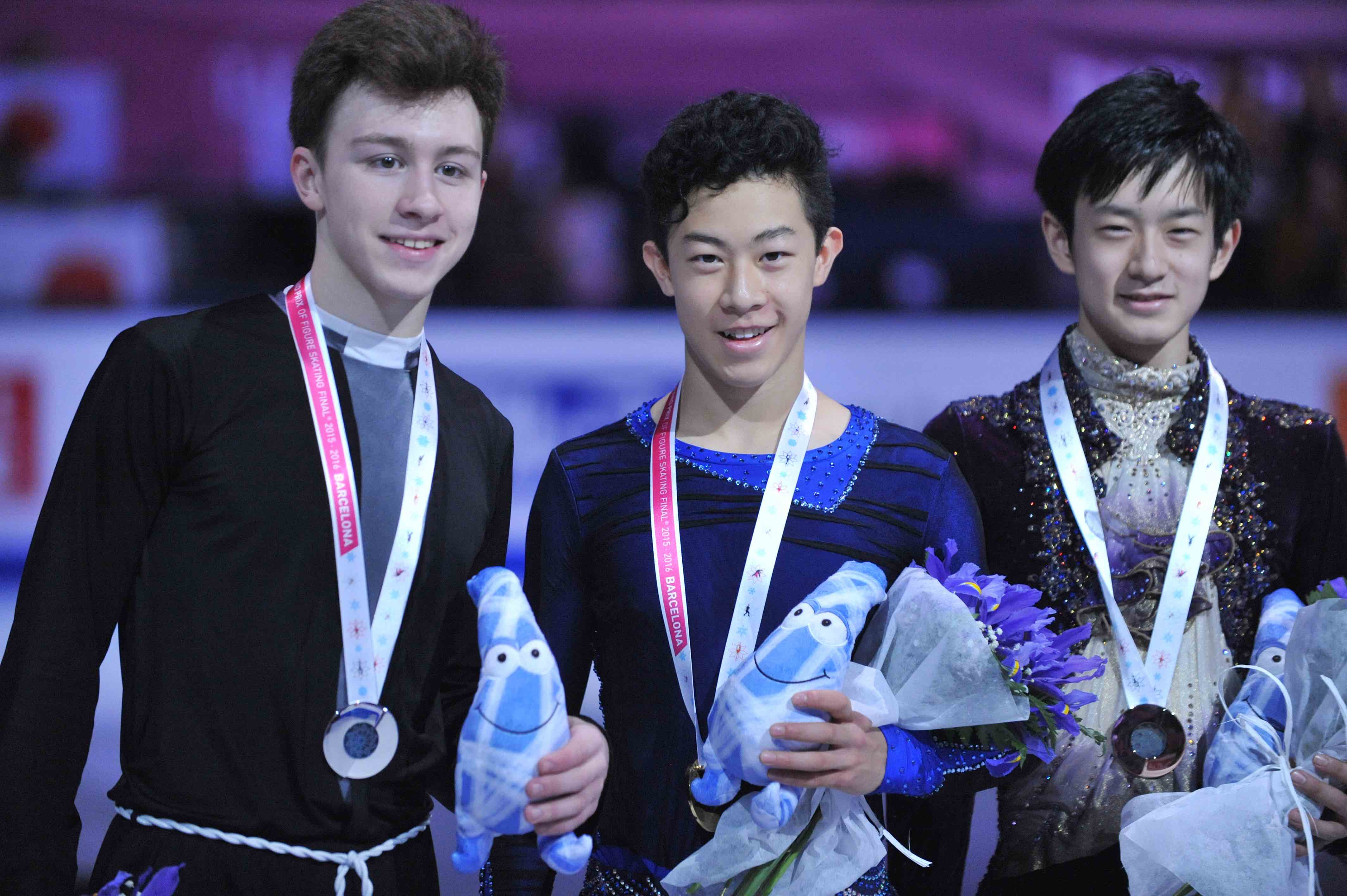
2015年国际滑冰联盟青少年花样滑冰大奖赛三甲：陈巍（中）、德米特里·阿利耶夫（左）和山本草太（右）。

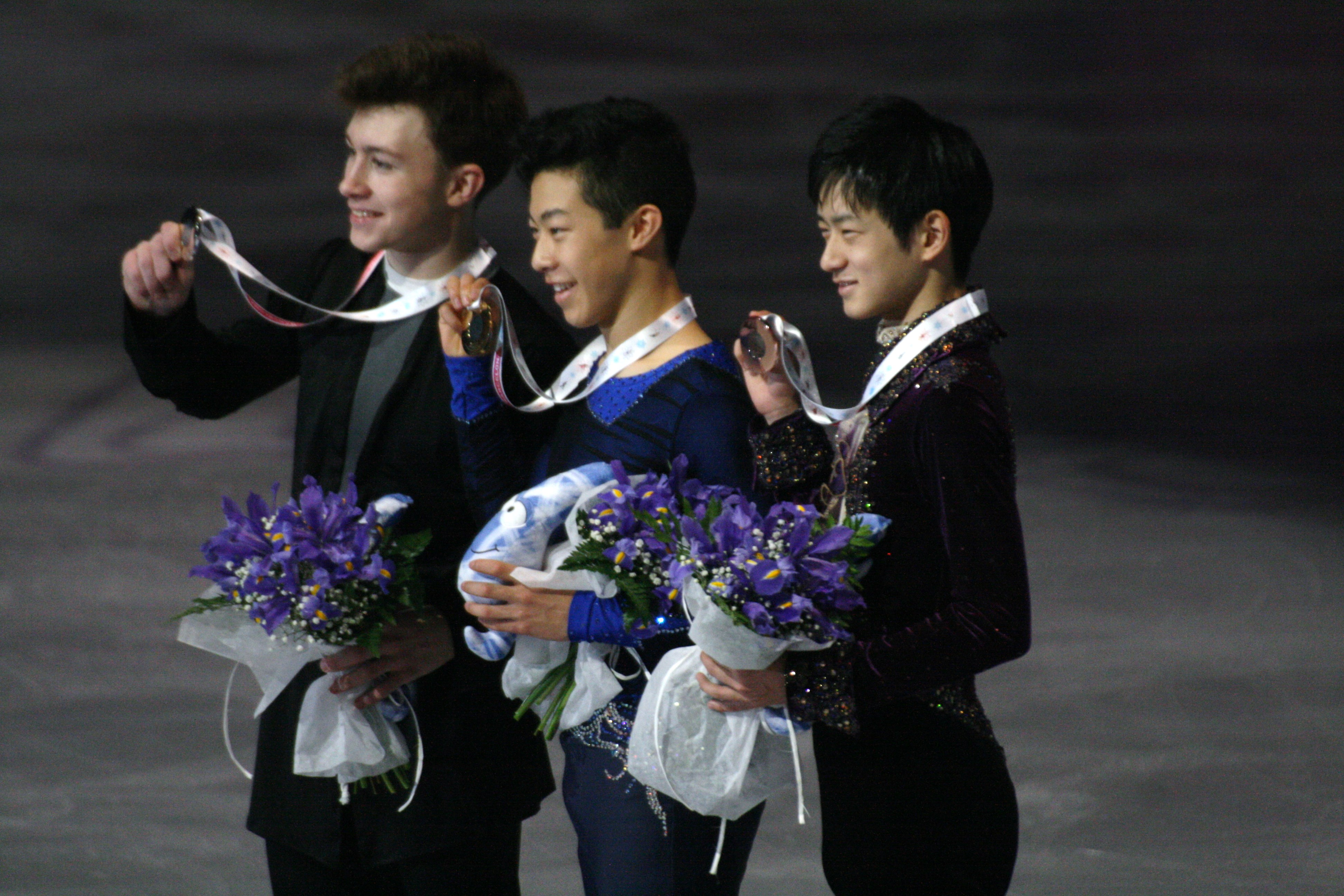
2015年国际滑冰联盟青少年花样滑冰大奖赛总决赛男子单人滑颁奖典礼。

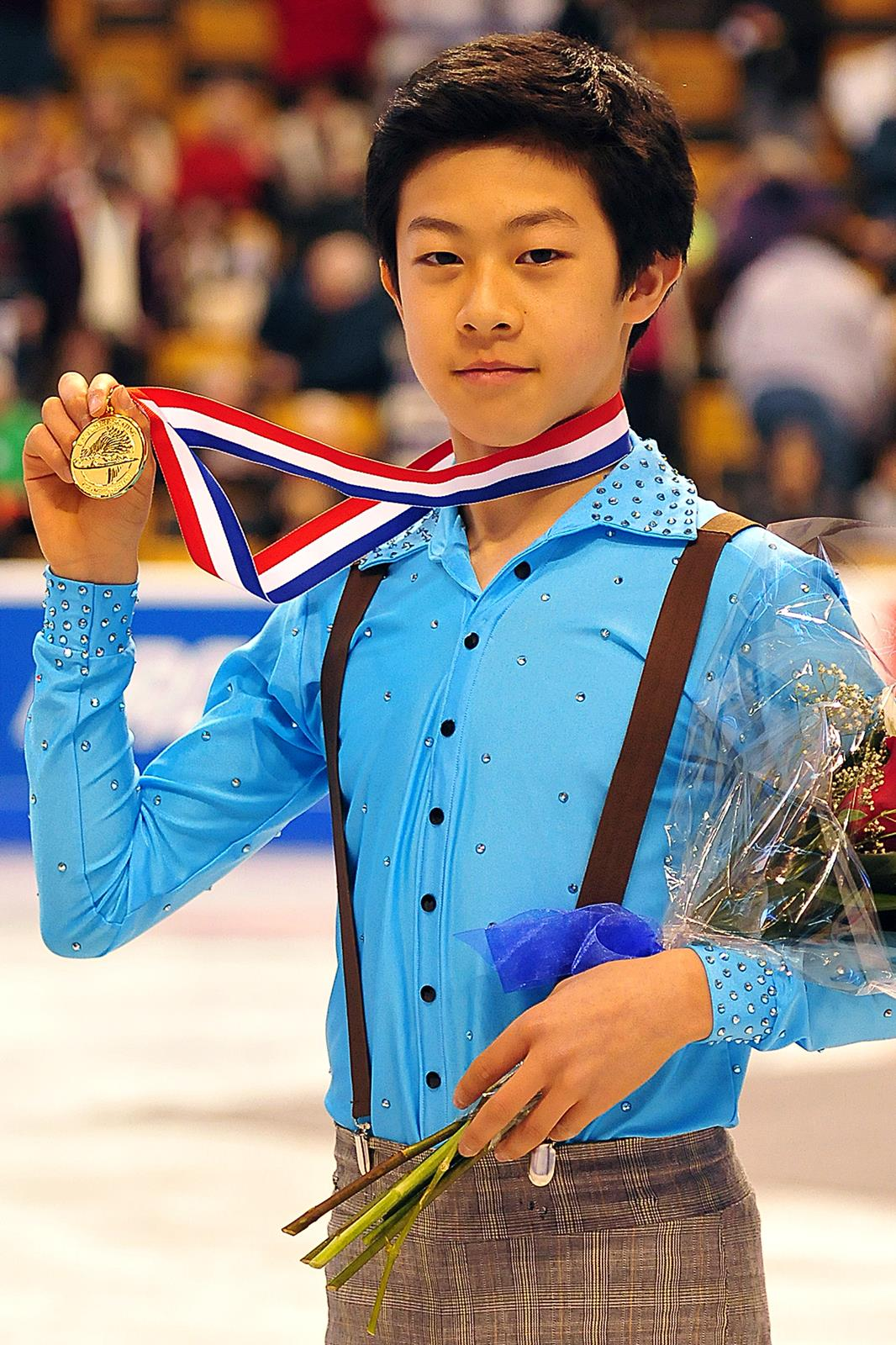
陈巍于2014年1月9日美国马萨诸塞州波士顿“2014年美国花样滑冰锦标赛”青少年组男子颁奖礼上。（拍摄：Leah Adams）

| 2015至2016赛季         |                                     |        |             |             |          |         |
| 日期                   | 赛事                                | 级别   | 短节目 得分 | 自由滑 得分 | 总得分   | 来源    |
| 2016年1月16日至24日    | 2016年美国锦标赛                    | 青年组 | 4 86.33     | 2 180.60    | 3 266.93 | [ 140 ] |
| 2015年12月9日至13日    | 2015-2016青少年大奖总决赛           | 少年组 | 1 78.59     | 1 146.45    | 1 225.04 | [ 141 ] |
| 2015年9月30日至10月3日 | 2015-2016西班牙杯青少年花滑大奖赛   | 少年组 | 1 77.94     | 2 158.43    | 1 236.37 | [ 142 ] |
| 2015年9月2日至5日      | 2015-2016美国杯青少年花滑大奖赛     | 少年组 | 1 77.13     | 1 159.63    | 1 236.76 | [ 143 ] |
| 2014至2015赛季         |                                     |        |             |             |          |         |
| 日期                   | 赛事                                | 级别   | 短节目 得分 | 自由滑 得分 | 总得分   | 来源    |
| 2015年3月2日到8日      | 2015年青少年世锦赛                  | 少年组 | 9 69.87     | 4 143.98    | 4 213.85 | [ 144 ] |
| 2015年1月17日至25日    | 2015年美国锦标赛                    | 青年组 | 8 76.20     | 8 154.79    | 8 230.99 | [ 145 ] |
| 2014年10月9日至10日    | 2014-2015克罗地亚杯青少年花滑大奖赛 | 少年组 | 2 72.57     | 2 135.59    | 2 208.16 | [ 146 ] |
| 2013至2014赛季         |                                     |        |             |             |          |         |
| 日期                   | 赛事                                | 级别   | 短节目 得分 | 自由滑 得分 | 总得分   | 来源    |
| 2014年3月10日至16日    | 2014年青少年世锦赛                  | 少年组 | 6 69.65     | 3 142.38    | 3 212.03 | [ 147 ] |
| 2014年1月5日至12日     | 2014年美国锦标赛                    | 少年组 | 1 79.61     | 1 144.32    | 1 223.93 | [ 148 ] |
| 2013年12月5日至8日     | 2013-2014青少年大奖总决赛           | 少年组 | 3 71.52     | 3 143.09    | 3 214.61 | [ 149 ] |
| 2013年9月25日至28日    | 2013-2014白俄罗斯杯青少年花滑大奖赛 | 少年组 | 1 69.96     | 1 141.15    | 1 211.11 | [ 150 ] |
| 2013年9月4日至8日      | 2013-2014墨西哥杯青少年花滑大奖赛   | 少年组 | 1 74.22     | 1 144.40    | 1 218.62 | [ 151 ] |
| 2012至2013赛季         |                                     |        |             |             |          |         |
| 日期                   | 赛事                                | 级别   | 短节目 得分 | 自由滑 得分 | 总得分   | 来源    |
| 2013年1月19日至27日    | 2013年美国锦标赛                    | 少年组 | 3 63.60     | 4 117.71    | 3 181.31 | [ 152 ] |
| 2012年9月13日至9月14日 | 2012-2013奥地利杯青少年花滑大奖赛   | 少年组 | 1 75.15     | 1 146.85    | 1 222.00 | [ 153 ] |
| 2011至2012赛季         |                                     |        |             |             |          |         |
| 日期                   | 赛事                                | 级别   | 短节目 得分 | 自由滑 得分 | 总得分   | 来源    |
| 2012年4月12日至15日    | 2012年加迪纳杯                      | 儿童组 | 2 44.03     | 1 85.42     | 1 129.45 | [ 154 ] |
| 2012年1月22日至29日    | 2012年美国锦标赛                    | 少年组 | 2 63.15     | 1 130.75    | 1 193.90 | [ 155 ] |
| 2010至2011赛季         |                                     |        |             |             |          |         |
| 日期                   | 赛事                                | 级别   | 短节目 得分 | 自由滑 得分 | 总得分   | 来源    |
| 2011年1月22日至30日    | 2011年美国锦标赛                    | 儿童组 | 1 52.47     | 1 110.93    | 1 163.40 | [ 156 ] |
| 2009至2010赛季         |                                     |        |             |             |          |         |
| 日期                   | 赛事                                | 级别   | 短节目 得分 | 自由滑 得分 | 总得分   | 来源    |
| 2010年1月14日至24日    | 2010年美国锦标赛                    | 儿童组 | 1 51.24     | 3 85.80     | 1 137.04 | [ 157 ] |

## 个人荣誉
- 入选2022时代百大人物[158]

- 2022年获百人会100位卓越开拓者殊荣[159]

- 2019年12月入选福布斯发布的2020级（美国及加拿大）的30岁以下精英榜。[160]

- 获选2019美国队年度最佳男子选手（年度最佳女子选手为陈巍的偶像，体操选手西蒙·拜尔斯）[161]

- 盐湖郡订5月16日为“陈巍日”。[162]

- 获选可口可乐，普利司通，联合航空，耐克，家乐氏等品牌 2018平昌冬奥代言人。

- 入选美国奥林匹克委员会授予的2016年12月[163]，2017年1月[164]，10月，12月，2018年8月美国队成最佳男子运动员。2016年度全美最佳16名运动员。[165]

- 获滑冰杂志2016-17读者之选奖（关颖珊盃）。[166]

- 2017年5月获邀参加"Stars on Ice"巡回演出。[167]

- 2017年获选时代杂志“下个时代领导人物”[168]

- 荣膺美国职业花滑联合会授予的2016年美国花样滑冰锦标赛最佳男子表演奖。[169]

- 荣获2009年、2010年、2011年、2012年、2013年、2014年和2015年迈克尔·韦斯（英语：Michael Weiss (figure skater)）金会奖学金。[170]

- 荣膺2012年“荣恩与盖尔赫什博格奖”。[171]

- 荣膺2011年“运动员校友大使奖”。[172]

- 荣获2011年、2010年“塞西莉亚学院纪念基金奖”。[173]

- 荣获2015年、2014年、2013年、2012年、2011年、2010年、2009年和2008年美国花滑纪念基金。[174]

- 入选2016–17年度、2015–16年度、2014–15年度、2013–14年度、2012–13年度、2011–12年度、2010-11年度美国花样滑冰国家队。[175]

- 2010年2月19日获选美国广播公司《世界新闻》“本周人物”。[176]

- 2010年5月1日至5日，获邀参加中国浙江省杭州举办的“冰上秀”。[177]

- 自2010年开始获邀参加爱达荷州森瓦利的“森瓦利夏日冰上秀”。[178][179]

- 获邀成为亚洲滑冰邀请赛（Skate Asia）嘉宾在2010年（中国杭州）、2011年（泰国曼谷）、[180] 2012年（马来西亚吉隆坡）[181] 和2013年（泰国曼谷）表演。